# Al Doilea Război Mondial
Al Doilea Război Mondial a fost un război global care a durat din 1939 până în 1945, deși unele conflicte asociate lui au început și mai devreme. El a implicat marea majoritate a țărilor lumii—inclusiv toate marile puteri—care au format două alianțe militare opuse: Aliații și Axa. A fost cel mai întins război din istorie, și a implicat direct mai mult de 100 de milioane de oameni din peste 30 de țări. Cei mai importanți participanți și-au dedicat întreaga capabilitate economică, industrială și științifică efortului de război, într-o stare de „război total”, ștergând distincția între resursele civile și cele militare. Marcat de moartea masivă a civililor, inclusiv de Holocaust (în care au fost uciși aproximativ 11 milioane de oameni) și de bombardamentele strategice ale centrelor industriale și demografice (în care au murit aproximativ un milion de oameni, și în cadrul cărora s-au distins bombardamentele atomice de la Hiroshima și Nagasaki), el a dus la între 50 și 85 de milioane de decese, mai mult decât orice alt conflict⁠(d) din istoria omenirii.
Imperiul Japonez avea ca obiectiv dominația asupra Asiei și Pacificului și era deja în război cu Republica China în 1937, dar în general se consideră că războiul mondial a început pe 1 septembrie 1939 cu invazia Poloniei de către Germania Nazistă și, ulterior, cu declarațiile de război ale Germaniei, Franței și Regatului Unit. De la sfârșitul anului 1939 până la începutul anului 1941, într-o serie de campanii și tratate, Germania a cucerit sau controlat o mare parte din Europa continentală, și a format Axa Roma-Berlin-Tokyo împreună cu Italia și Japonia. Conform Pactului Molotov–Ribbentrop din 23 august 1939, Germania și Uniunea Sovietică au divizat anexat teritoriile vecinilor lor europeni, Polonia, Finlanda, România și Statele Baltice. Războiul a continuat în primul rând între puterile europene ale Axei și coaliția între Regatul Unit și Commonwealth-ul Britanic, cu campanii inclusiv în Africa de Nord⁠(d) și Africa de Est, cu bătălia aeriană a Marii Britanii, campania de bombardamente Blitz, campania din Balcani precum și cu îndelungata bătălie a Atlanticului. În iunie 1941, puterile europene ale Axei au lansat o invazie a Uniunii Sovietice, deschizând cel mai mare teatru de război din istorie, care a angajat cea mai mare parte a forțelor militare ale Axei într-un război de uzură. În decembrie 1941, Japonia a atacat Statele Unite ale Americii și coloniile europene⁠(d) din Oceanul Pacific, și a cucerit rapid o mare parte a Pacificului de Vest.
Înaintarea Axei s-a oprit în 1942, când Japonia a pierdut critica bătălie de la Midway, în apropiere de Hawaii, iar Germania a fost învinsă în Africa de Nord și apoi, în mod decisiv, la Stalingrad, în Uniunea Sovietică. În 1943, după o serie de înfrângeri germane pe Frontul de Est, invaziile aliate a Siciliei și a Italiei care au condus la capitularea Italiei, și victorile aliate în Pacific, Axa a pierdut inițiativa și s-a angajat într-o retragere strategică pe toate fronturile. În 1944, Aliații au invadat Franța ocupată de Germania, în timp ce Uniunea Sovietică și-a recăpătat toate pierderile teritoriale și a invadat Germania și aliații săi. În 1944 și 1945, japonezii au suferit pierderi majore în Asia continentală în China Central-Sudică, și Birmania⁠(d), în timp ce Aliații au schilodit Marina Japoneză și au capturat insule-cheie din Pacificul de Vest.
Războiul din Europa s-a încheiat cu o invazie a Germaniei de către Aliații Occidentali și Uniunea Sovietică, care a culminat cu capturarea Berlinului de către trupele sovietice și ulterior capitularea necondiționată a Germaniei la 8 mai 1945. După Declarația de la Potsdam dată de către Aliați la 26 iulie 1945 și după refuzul Japoniei de a capitula în conformitate cu termenii acesteia, Statele Unite ale Americii au detonat bombe atomice deasupra orașelor japoneze Hiroshima și Nagasaki, la 6 și, respectiv, 9 august. Cum o invazie de arhipelagului Japonez⁠(d) era iminentă, și erau posibile și alte bombardamente atomice, iar Uniunea Sovietică a declarat război Japoniei⁠(d) și a invadat Manciuria, Japonia a capitulat și ea la 15 august 1945. Astfel s-a încheiat războiul în Asia, cimentând o victorie totală a Aliaților.
Al Doilea Război Mondial a modificat alinierea politică și structura socială a lumii. S-a înființat Organizația Națiunilor Unite (ONU) pentru a promova cooperarea internațională și a preveni conflictele viitoare. Marile puteri victorioase—Statele Unite, Uniunea Sovietică, China, Regatul Unit și Franța—au devenit membri permanenți⁠(d) ai Consiliului de Securitate al ONU. Uniunea Sovietică și Statele Unite au devenit superputeri rivale, pregătind scena pentru Războiul Rece, care a durat următorii 46 de ani. Între timp, influența unor mari puteri europene s-a diminuat, în timp ce a început decolonizarea Asiei⁠(d) și Africii. Cele mai multe țări ale căror industrii au fost afectate s-au reorientat spre redresarea economică⁠(d). Integrarea politică, mai ales în Europa, a apărut ca efort de a pune capăt dușmăniilor dinainte de război și de a crea o identitate comună.

## Cronologie
Începutul războiului în Europa este în general considerat a fi ziua de 1 septembrie 1939, începutul invaziei germane a Poloniei; Regatul Unit și Franța au declarat război Germaniei două zile mai târziu. Data de început a războiului în Pacific este uneori dată ca fiind cea a izbucnirii celui de al Doilea Război Sino-Japonez la 7 iulie 1937, sau chiar invazia japoneză a Manciuriei din 19 septembrie 1931.
Alții îl urmează pe istoricul britanic A.J.P. Taylor⁠(d), care considera că Războiul Sino-Japonez și războiul din Europa și din coloniile sale au fost două războaie diferite simultane, care au fuzionat în 1941. Acest articol folosește datarea convențională. O altă dată de începere a celui de-Al Doilea Război Mondial avansată de alți istorici este invazia italiană a Abisiniei la 3 octombrie 1935. Istoricul Britanic Antony Beevor consideră începutul celui de al Doilea Război Mondial a fi luptele de la Halhin Gol între Japonia și forțele de Mongoliei și Uniunii Sovietice din perioada mai-septembrie 1939.
Nici data exactă a sfârșitului războiului nu este unanim convenită. În general se acceptă ideea că războiul s-a încheiat odată cu armistițiul din 14 august 1945, și nu cu capitularea formală a Japoniei (2 septembrie 1945). Un tratat de pace cu Japonia a fost semnat în 1951 pentru a încheia formal unele chestiuni cum ar fi despăgubirile ce trebuie plătite prizonierilor de război ai Aliaților, care au căzut victime ale atrocităților. Un tratat privind viitorul Germaniei a permis reunificarea Germaniilor de Est și de Vest în 1990 și a rezolvat și alte probleme postbelice.

## Context

### Europa
Primul Război Mondial a schimbat harta politică a Europei, cu înfrângerea Puterilor Centrale—între care Austro-Ungaria, Germania și Imperiul Otoman—și cu preluarea puterii de către bolșevici în Rusia în 1917, care în cele din urmă a condus la fondarea Uniunii Sovietice. Între timp, Aliații victorioși din Primul Război Mondial, cum ar fi Franța, Belgia, Italia, Grecia și România, au dobândit teritorii, și s-au creat noi state naționale prin prăbușirea Imperiilor Austro-Ungar, Otoman și Rus.
Pentru a împiedica un nou viitor război mondial, Liga Națiunilor a fost creată la Conferința de Pace de la Paris din 1919. Obiectivele primare ale organizației au fost prevenirea unui conflict armat prin securitate colectivă, prin dezarmare, și prin soluționarea diferendelor internaționale prin negocieri pașnice și arbitraj.

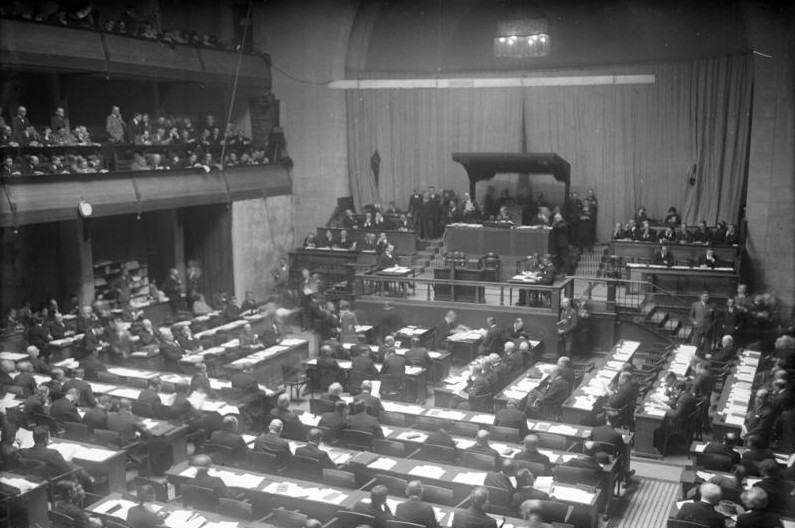
Adunarea Ligii Națiunilor, la Geneva, Elveția, 1930

În ciuda puternicului sentiment pacifist de după Primul Război Mondial, urmările sale încă au produs naționalism iredentist și revanșard în mai multe state europene. Aceste sentimente au fost deosebit de marcante în Germania din cauza pierdierilor semnificative teritoriale, coloniale, și financiare suferite prin Tratatul de la Versailles. În temeiul tratatului, Germania a pierdut în jur de 13% din teritoriul inițial și toate posesiunile sale de peste mări, se interzicea anexarea de alte state de către Germania, se impuneau despăgubiri, și se limitau dimensiunile și capabilitățile militare ale țării.
Imperiul German a fost dizolvat în Revoluția Germană din 1918-1919, și s-a instaurat un guvern democratic, mai târziu cunoscut sub numele de Republica de la Weimar. Perioada interbelică a adus conflicte între susținătorii noii republici și adversarii extremiști de dreapta și de stânga. Italia, ca aliat al Antantei, a obținut unele câștiguri teritoriale după război; cu toate acestea, naționaliștii italieni erau iritați de faptul că promisiunile făcute de Regatul Unit și Franța pentru a asigura intrarea Italiei în război nu au fost îndeplinite în acordul de pace. Din 1922 până în 1925, mișcarea fascistă condusă de Benito Mussolini a preluat puterea în Italia cu un discurs naționalist și cu o agendă totalitară și de colaborare între clase⁠(d) care a abolit principiul democrației reprezentative, a reprimat mișcările socialiste, de stânga și liberale, și a urmărit o politică externă agresivă, expansionistă, care viza transformarea Italiei într-o putere mondială, promițând crearea unui „Nou Imperiu Roman”.

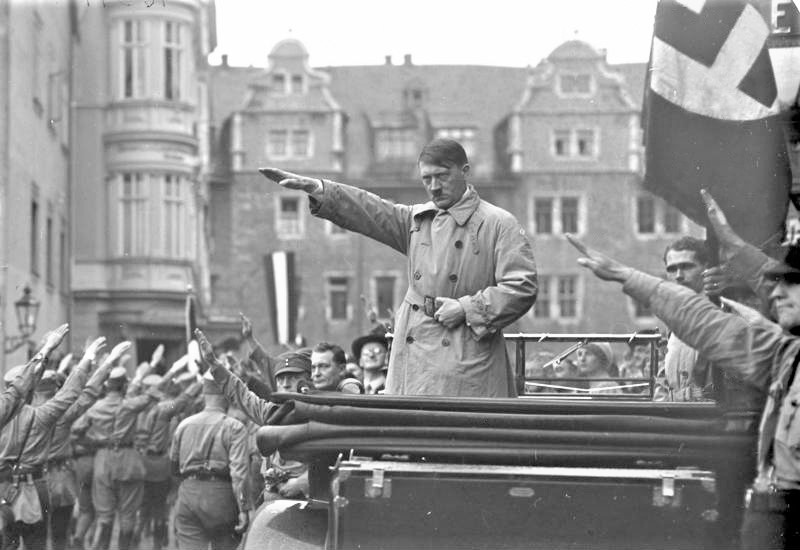
Adolf Hitler la un miting politic național-socialist de la Weimar, octombrie 1930

După o încercare nereușită de a răsturna guvernul german în 1923, în cele din urmă Adolf Hitler a devenit cancelar al Germaniei în 1933. El a abolit democrația, adoptând o revizuire radicală, motivată rasial, a ordinii mondiale și, în curând, a început o campanie masivă de reînarmare⁠(d). În acest moment, politologii au început să prezică că ar putea izbucni un nou Mare Război. Între timp, pentru a-și asigura alianța, Franța a dat Italiei mână liberă în Etiopia⁠(d), pe care Italia o dorea ca posesiune colonială. Situația a fost agravată la începutul anului 1935, când Teritoriul Bazinului Saar a fost reintegrat legal în Germania, iar Hitler a repudiat Tratatul de la Versailles, a accelerat programul de reînarmare, și a introdus serviciul militar obligatoriu⁠(d).
Pentru a ține Germania în frâu, Regatul Unit, Franța și Italia au format Frontul Stresa⁠(d) în aprilie 1935; cu toate acestea, în luna iunie a acelui an, Regatul Unit a încheiat un acord naval independent⁠(d) cu Germania, relaxând restricțiile anterioare. Uniunea Sovietică, îngrijorată de obiectivele Germaniei de a cuceri zone vaste din Europa de Est⁠(d), a elaborat un tratat de asistență reciprocă cu Franța. Înainte de a intra în vigoare, însă, pactul franco-sovietic⁠(d) trebuia să treacă prin birocrația Ligii Națiunilor, care l-a știrbit complet. Statele Unite, îngrijorate de evenimente din Europa și Asia, au adoptat Legea Neutralității⁠(d) în luna august a aceluiași an.
Hitler a sfidat tratatele de la Versailles și Locarno remilitarizând Renania în martie 1936, confruntându-se cu o opoziție minimală. În luna octombrie 1936, Germania și Italia au format Axa Roma–Berlin. O lună mai târziu, Germania și Japonia au semnat Pactul Anticomintern, la care Italia avea să adere în anul următor.

### Asia
Partidul Kuomintang (KMT) din China a lansat o campanie de unificare⁠(d) împotriva căpeteniilor regionale⁠(d) și a unificat nominal China la mijlocul anilor 1920, dar curând a fost implicat într-un război civil împotriva fostului său aliat, Partidul Comunist Chinez. În 1931, un Imperiu Japonez din ce în ce mai militarist⁠(d), care demult încerca să obțină influență în China, ca prim pas în ceea ce guvernul său considera a fi dreptul său de a domina Asia⁠(d), s-a folosit de Incidentul Mukden ca pretext pentru a lansa o invazie a Manciuriei și de a crea statul marionetă Manchukuo.
Prea slabă pentru a opune rezistență Japoniei, China a făcut apel la Liga Națiunilor pentru ajutor. Japonia s-a retras din Liga Națiunilor, după ce a fost condamnată⁠(d) pentru incursiuna din Manciuria. Cele două țări s-au luptat apoi în mai multe bătălii, în Shanghai⁠(d), Rehe⁠(d) și Hebei⁠(d), până la semnarea Armistițiului de la Tanggu⁠(d) în 1933. Ulterior, forțele militare chineze au continuat rezistența împotriva agresiunii japoneze în Manciuria⁠(d), și în Chahar și Suiyuan⁠(d). După incidentul de la Xi'an⁠(d) din 1936, Kuomintang și forțele comuniste au convenit asupra unui armistițiu pentru a face front comun⁠(d) împotriva Japoniei.

## Evenimentele antebelice

### Invadarea Etiopiei (1935)

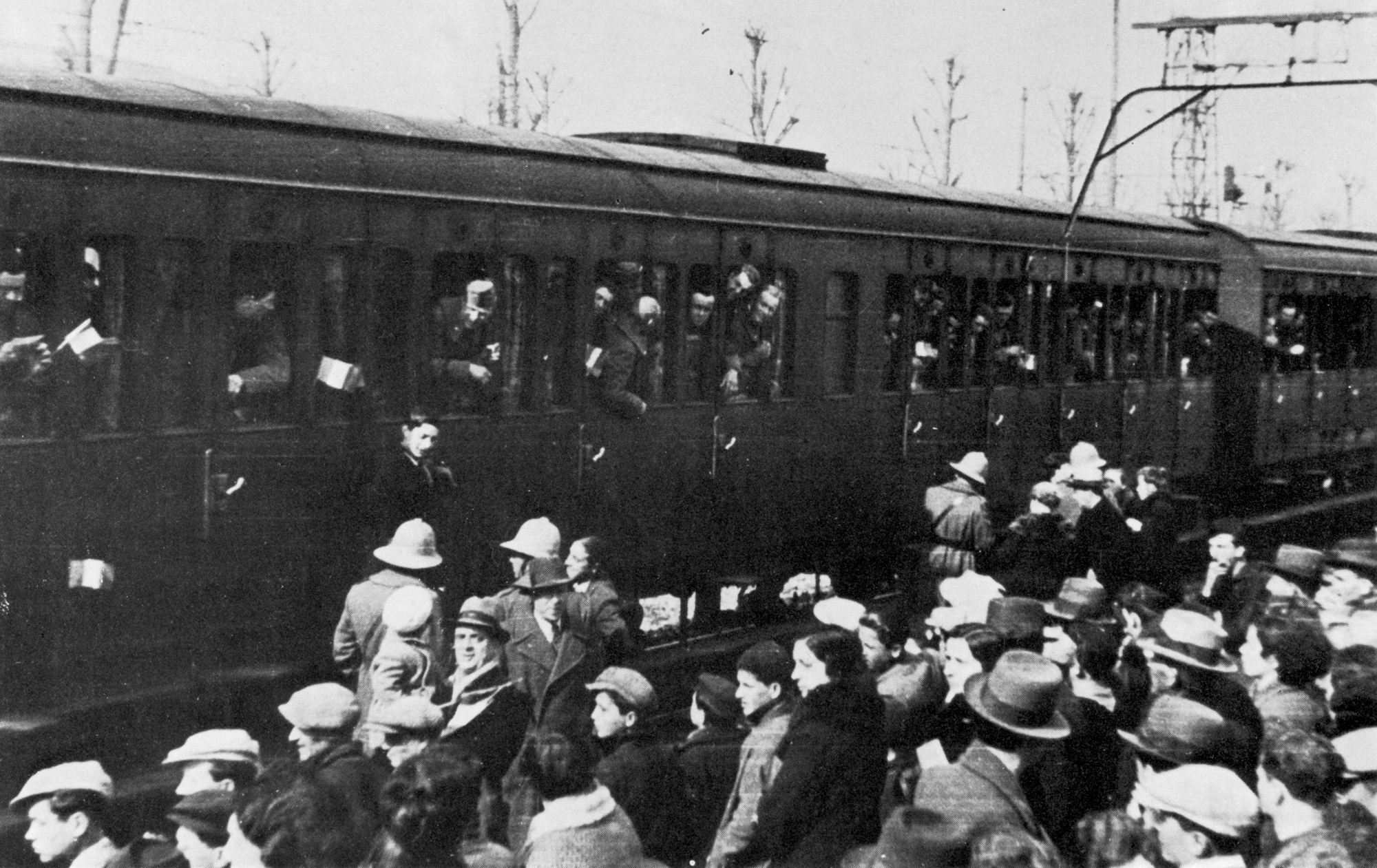
Soldați italieni recrutați în 1935, în drum spre a lupta în al Doilea Război Italo-Abisinian

Al Doilea Război Italo–Abisinian a fost un scurt război colonial⁠(d) care a început în octombrie 1935 și s-a încheiat în luna mai 1936. Războiul a început cu invazia Imperiului Etiopian (cunoscut și sub numele de Abisinia) de către forțele armate ale Regatului Italiei (Regno d'Italia), lansată din Somalia Italiană⁠(d) și Eritreea⁠(d). Războiul a dus la ocupația militară a Etiopiei și anexarea ei la nou înființata colonie a Africii Orientale Italiene⁠(d) (Africa Orientale Italiana, sau AOI); în plus, acesta a expus slăbiciunea Ligii Națiunilor ca forță de menținere a păcii. Atât Italia, cât și Etiopia, erau state membre, dar Liga nu a făcut nimic atunci când prima a încălcat în mod clar Articolul X al Pactului Ligii. Germania a fost singura mare națiune europeană care a sprijinit invazia. Italia a renunțat ulterior la obiecțiile sale față de absorbirea Austriei de către Germania.

### Războiul Civil Spaniol (1936–39)

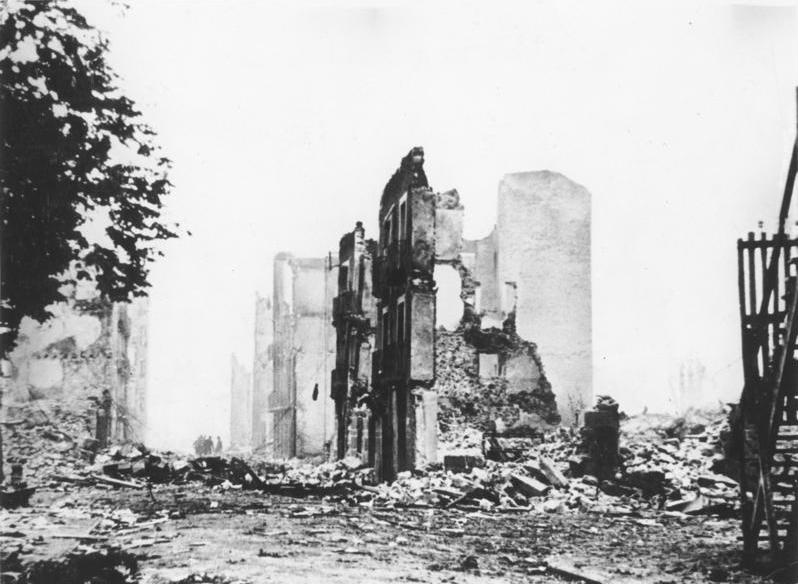
Bombardarea Guernicăi în 1937, în timpul Războiului Civil Spaniol, a stârnit temeri pe scară largă în Europa că următorul război va fi bazat pe bombardarea orașelor cu foarte multe victime civile.

Când a izbucnit războiul civil în Spania, Hitler și Mussolini au acordat sprijin militar rebelilor naționaliști, în frunte cu generalul Francisco Franco. Uniunea Sovietică a sprijinit guvernul existent, Republica Spaniolă. Peste 30.000 de voluntari străini, cunoscuți sub numele de Brigăzile Internaționale⁠(d) au luptat și ei împotriva naționaliștilor. Atât Germania, cât și URSS, au folosit acest război proxy ca oportunitate de a testa în luptă cele mai avansate arme și tactici. Bombardarea Guernicăi de către Legiunea Condor a Germaniei în aprilie 1937 a sporit îngrijorarea că următorul război major ar include bombardamente de teroare⁠(d) împotriva civililor.
Naționaliștii au câștigat războiul civil în aprilie 1939; Franco, acum dictator, a negociat cu ambele părți în timpul celui de al Doilea Război Mondial, dar niciodată nu a încheiat niciun acord important. El a trimis voluntari pentru a lupta pe Frontul de Est, sub comandă germană, dar Spania a rămas neutră și nu a permis niciunei părți să-i folosească teritoriul.

### Invazia japoneză a Chinei (1937)

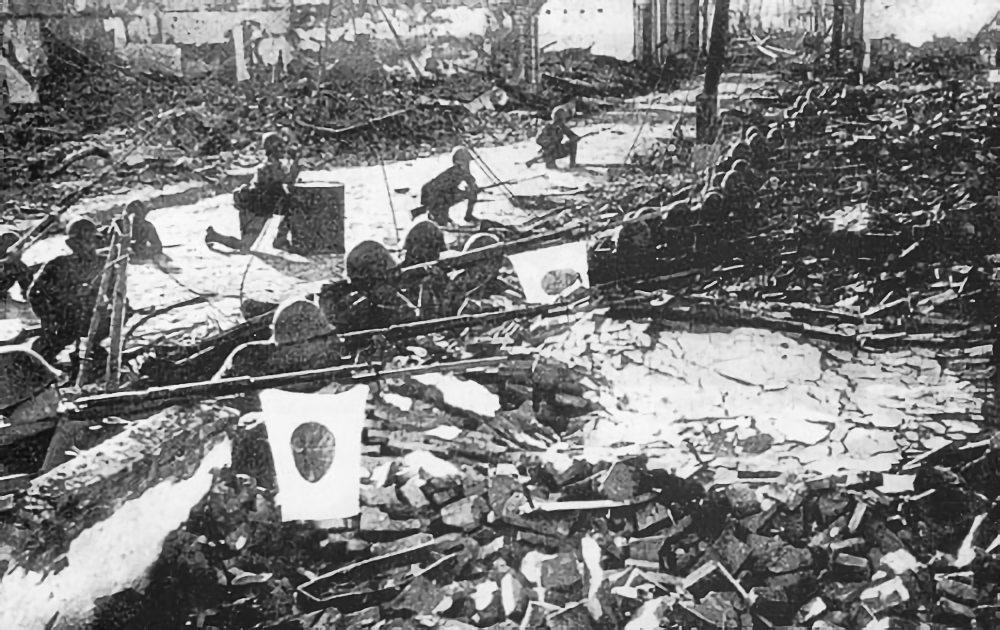
Soldați din Armata Imperială Japoneză în timpul, 1937

În iulie 1937, Japonia a capturat fosta capitală imperială chineză Beijing după ce a instigat Incidentul de pe Podul Marco Polo, care a culminat cu campania japoneză de invadare a întregii Chine. Sovieticii au semnat rapid un pact de neagresiune cu China⁠(d) și au acordat susținere materială⁠(d), punând efectiv capăt anterioarei cooperări a Chinei cu Germania⁠(d). Generalul Chiang Kai-shek a desfășurat cea mai bună armată a sa⁠(d) pentru a apăra Shanghaiul⁠(d), dar, după trei luni de lupte, Shanghaiul a scăzut. Japonezii au continuat să împingă forțele chineze înapoi, cucerind capitala Nanking⁠(d) în decembrie 1937. După căderea Nankingului, zeci de mii, dacă nu sute de mii de civili chinezi și combatanți dezarmați au fost uciși de japonezi.
În martie 1938, forțele naționaliste chineze au obținut prima victorie majoră la Taierzhuang⁠(d) dar apoi orașul Xuzhou a fost ocupat de japonezi⁠(d) în luna mai. În iunie 1938, forțele chineze au întârziat înaintarea japonezilor prin inundarea Fluviului Galben⁠(d); manevra le-a câștigat chinezilor timp să-și pregătească apărarea la Wuhan, dar orașul a fost cucerit⁠(d) și el până în octombrie. Victoriile militare japoneze nu au adus însă prăbușirea rezistenței chineze pe care Japonia spera să o obțină; în schimb, guvernul Chinez s-a mutat spre interiorul continentului, la Chongqing, și a continuat războiul.

### Conflictele de frontieră sovieto-japoneze

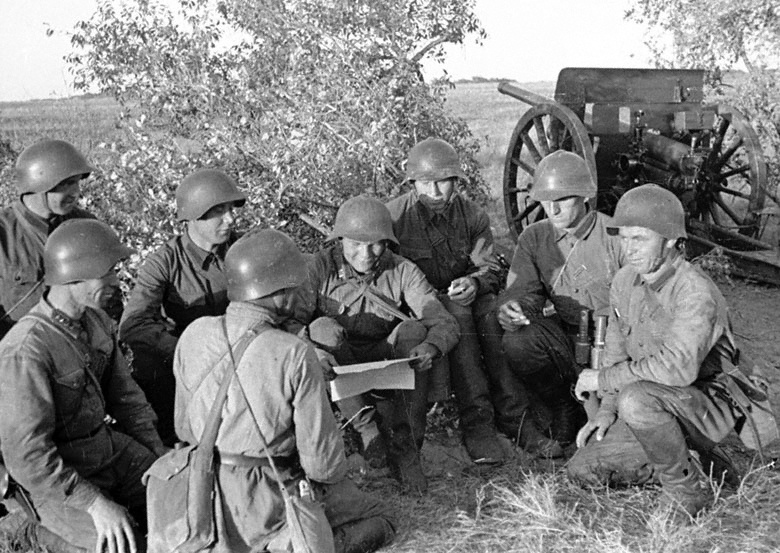
Unitate de artilerie a Armatei Roșii în timpul, 1938

Spre sfârșitul deceniului anilor 1930, forțele japoneze din Manchukuo au avut sporadice confruntări de frontieră cu Uniunea Sovietică și cu Mongolia. Doctrina japoneză Hokushin-ron⁠(d), care sublinia expansiunea Japoniei spre nord, era în acea perioadă favorizată de Armata Imperială. Cu devastatoarea înfrângere japoneză de la Halhin Gol în 1939 și cum aliatul Japoniei, Germania Nazistă, urmărea o politică de neutralitate față de sovietici, această politică s-a dovedit dificil de menținut. Japonia și Uniunea Sovietică ai semnat în cele din urmă un pact de neutralitate în aprilie 1941, iar Japonia a adoptat doctrina Nanshin-ron⁠(d), promovată de Marină, care i-a mutat atenția spre sud, în cele din urmă ducând la războiul cu Statele Unite și cu Aliații Occidentali.

### Ocupațiile și acordurile europene

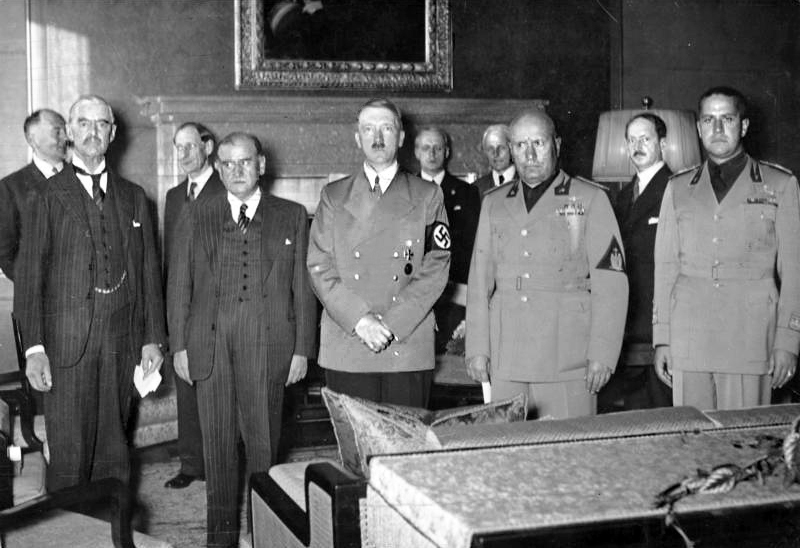
Chamberlain, Daladier, Hitler, Mussolini și Ciano fotografiați chiar înainte de semnarea Acordului de la München, la 29 septembrie 1938

În Europa, Germania și Italia au devenit mai agresive. În martie 1938, Germania a anexat Austria, provocând din nou un slab răspuns din partea celorlalte puteri europene. Încurajat, Hitler a început să preseze revendicările germane asupra Sudetenlandului, o zonă din Cehoslovacia cu populație predominant etnic germană; și, în curând Regatul Unit și Franța au urmat ideea prim-ministrului britanic Neville Chamberlain și au cedat acest teritoriu Germaniei prin Acordul de la München, care a fost făcut împotriva voinței guvernului cehoslovac, în schimbul promisiunii de a nu mai emite alte pretenții teritoriale. Curând după aceea, Germania și Italia au forțat Cehoslovacia să cedeze alte teritorii Ungariei, iar Polonia a anexat regiunea cehoslovacă Transolza, locuită predominant de polonezi.
Deși toate cererile Germaniei au fost satisfăcute de acord, Hitler era deosebit de furios că amestecul britanic l-a împiedicat să cucerească întreaga Cehoslovacie într-o singură operațiune. Ulterior, în discursurile lui, Hitler i-a atacat pe „războinicii” britanici și evrei și, în ianuarie 1939, a comandat în secret o operațiune amplă de întărire a marinei germane⁠(d) care să conteste supremația navală britanică. În martie 1939, Germania a invadat restul Cehoslovaciei și, ulterior, a împărțit-o în Protectoratul german al Boemiei și Moraviei și un stat clientelar⁠(d) germanofil, Republica Slovacă.

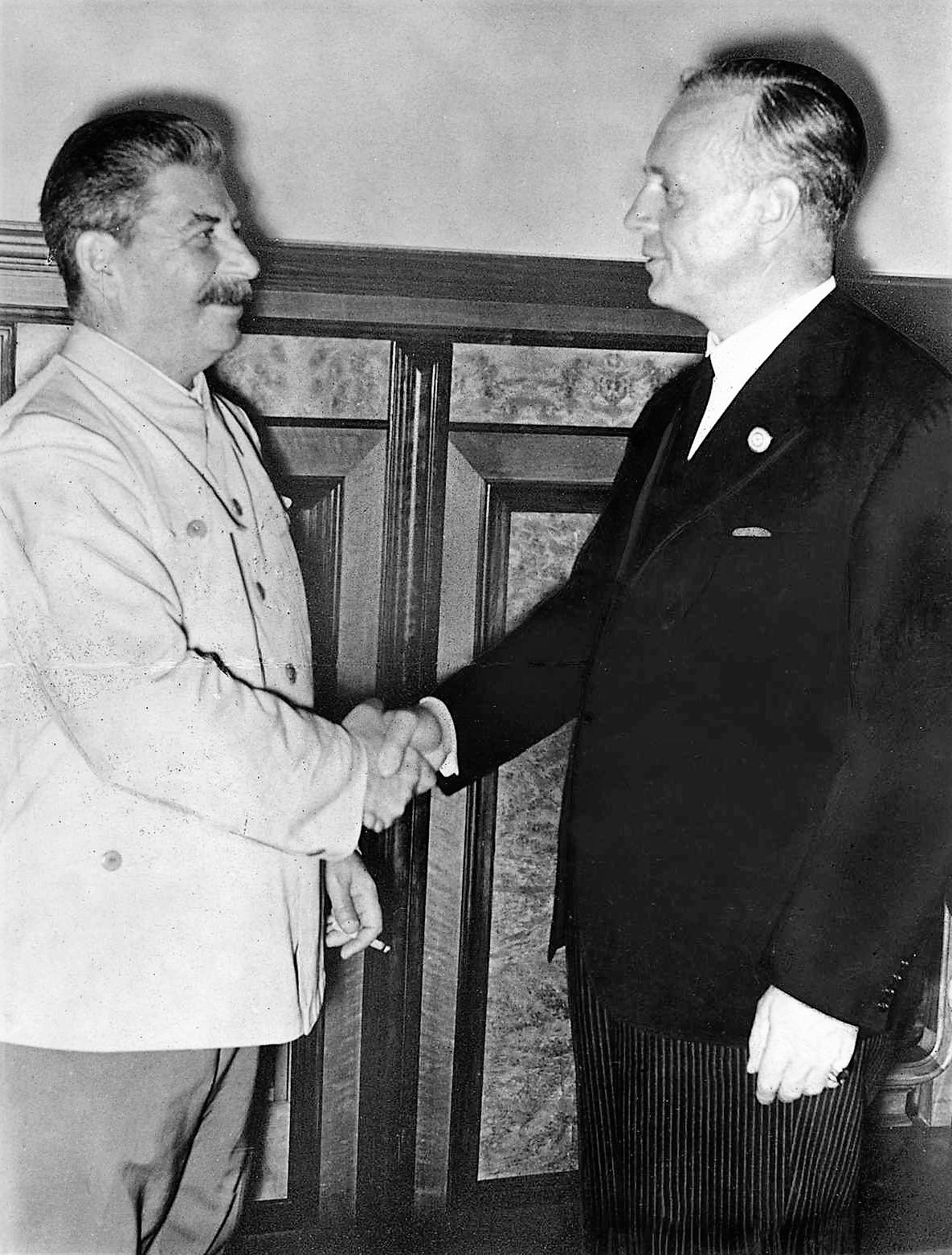
Ministrul german de Externe Ribbentrop și liderul sovietic Iosif Stalin, după semnarea Pactului Ribbentrop–Molotov, 23 august 1939

Foarte alarmate, și cum Hitler emitea noi pretenții față de Orașul Liber Danzig, Regatul Unit și Franța au garantat independența Poloniei⁠(d); când Italia a cucerit Albania⁠(d) în aprilie 1939, aceeași garanție a fost extinsă României și Greciei. La scurt timp după garantarea franco-britanică acordată Poloniei, Germania și Italia și-au oficializat alianța prin Pactul de Oțel. Hitler a acuzat Regatul Unit și Polonia că încearcă să „încercuiască” Germania și a denunțat la Acordul Naval Anglo-German⁠(d) și pactul de neagresiune germano–polon⁠(d).
În august 1939, Germania și Uniunea Sovietică au semnat Pactul Ribbentrop–Molotov, un tratat de neagresiune cu un protocol adițional secret. Părțile își împărțeau și își recunoșteau reciproc „sfere de influență” (Polonia de vest și Lituania pentru Germania; Polonia de est⁠(d), Finlanda, Estonia, Letonia și Basarabia pentru URSS). De asemenea, acesta a ridicat problema continuării independenței Poloniei. Acordul a fost crucial pentru Hitler pentru că a asigurat Germania că nu va trebui să se confrunte cu perspectiva unui război pe două fronturi, ca în Primul Război Mondial, după învingerea Poloniei.
Situația a ajuns la o criză generală de la sfârșitul lunii august, când trupele germane au continuat să se mobilizeze lângă granița poloneză. Într-o întâlnire privată cu ministrul italian de externe, Contele Ciano, Hitler a afirmat că Polonia este de o „neutralitate îndoielnică” și că ea trebuie fie să cedeze la cererile sale, fie să fie „lichidată” pentru a preveni atragerea de trupe germane în viitorul „inevitabil” război cu democrațiile occidentale. El era convins că Regatul Unit și Franța nu vor interveni în conflict. Pe 23 august, Hitler a ordonat lansarea atacului la 26 august, dar auzind că Regatul Unit a încheiat un oficial pact de asistență reciprocă cu Polonia și că Italia își va menține neutralitatea, el a hotărât să-l mai amâne.
Ca răspuns la cererile britanice de negociere directă pentru a evita războiul, Germania a emis pretenții față de Polonia, ceea ce servea doar ca pretext pentru înrăutățirea artificială a relațiilor. Pe 29 august, Hitler a cerut ca un plenipotențiar  polonez să vină imediat la Berlin să negocieze predarea Danzigului, și să permită un plebiscit în Coridorul Polonez în care minoritatea germană urma să voteze pentru secesiune. Polonezii au refuzat să se conformeze cererilor germane și în noaptea de 30-31 august, într-o întâlnire violentă cu ambasadorul britanic Neville Henderson⁠(d), Ribbentrop a declarat că Germania își consideră pretențiile respinse.

## Cursul războiului

### Izbucnirea războiului în Europa (1939–40)

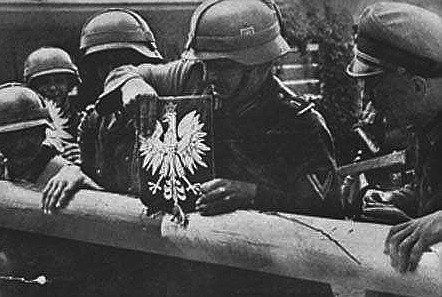
Soldații Wehrmacht-ului german dărâmă punctul de trecere a frontierei între Polonia și Orașul Liber Danzig, la 1 septembrie 1939

La 1 septembrie 1939, Germania a invadat Polonia sub pretextul că polonezii au efectuat o serie de operațiuni de sabotaj împotriva țintelor germane din apropierea graniței. Două zile mai târziu, pe 3 septembrie, după ce un ultimatum britanic adresat Germaniei, în care i se cerea să înceteze operațiunile militare, a fost ignorat, Regatul Unit și Franța, urmate de Dominioanele independente ale Commonwealth-ului Britanic—Australia (3 septembrie), Canada (10 septembrie), Noua Zeelandă (3 septembrie), și Africa de Sud (6 septembrie)—au declarat război Germaniei. Cu toate acestea, inițial alianța furnizat doar un sprijin militar direct limitat Poloniei, constând dintr-o incursiune franceză minoră în Saarland. Aliații Occidentali au demarat și o blocadă navală a Germaniei⁠(d), care avea drept scop slăbirea economiei țării și a efortului de război. Germania a răspuns prin ordonarea războiului submarin împotriva tuturor navelor Aliaților, atât de război cât și comerciale, care mai târziu avea să degenereze în Bătălia Atlanticului.

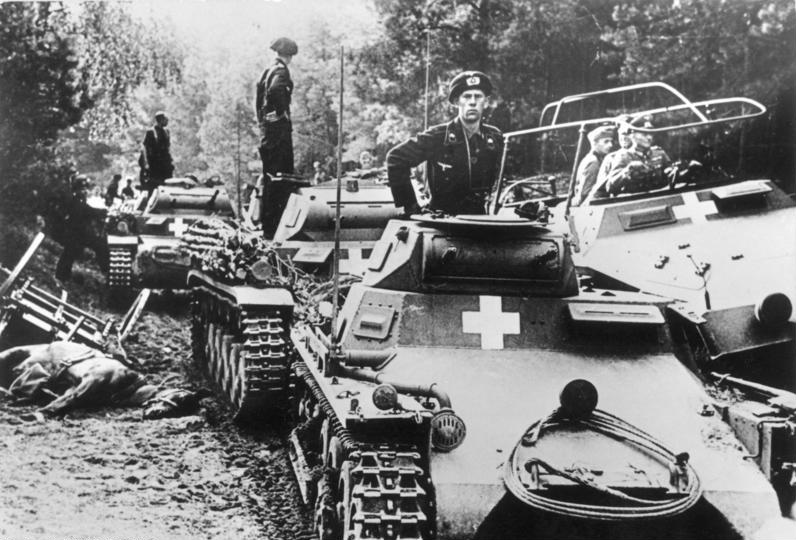
Tancurile germane în apropiere de orașul Bydgoszcz, în timpul Invaziei Poloniei, în septembrie 1939

Pe 17 septembrie 1939, după semnarea unui acord de încetare a focului cu Japonia, sovieticii au invadat Polonia dinspre est. Armata poloneză a fost învinsă și Varșovia a capitulat⁠(d) germanilor la 27 septembrie, ultimele elemente de rezistență capitulând la 6 octombrie. Polonia a fost împărțită între Germania⁠(d) și Uniunea Sovietică⁠(d), Lituania și Slovacia primind și ele mici teritorii. După înfrângerea militară a Poloniei, rezistența poloneză a stabilit un Stat Clandestin și o Armată de partizani. Aproximativ 100.000 de militari polonezi au fost evacuați în România și în țările Baltice; mulți dintre acești soldați mai târziu aveau să lupte împotriva germanilor pe alte teatre de război. Criptanaliștii polonezi anti-Enigma au fost și ei evacuați în Franța.
Pe 6 octombrie, Hitler a făcut o propunere publică de pace adresată Regatului Unit și Franței, dar a afirmat că viitorul Poloniei avea să fie hotărât exclusiv de către Germania și Uniunea Sovietică. Chamberlain i-a respins-o pe 12 octombrie, declarând că „experiența din trecut a arătat că nu se poate pune bază pe promisiunile actualului guvern german.”  După această respingere, Hitler a ordonat imediat o ofensivă împotriva Franței, dar vremea rea l-a obligat să o amâne repetat până în primăvara anului 1940.

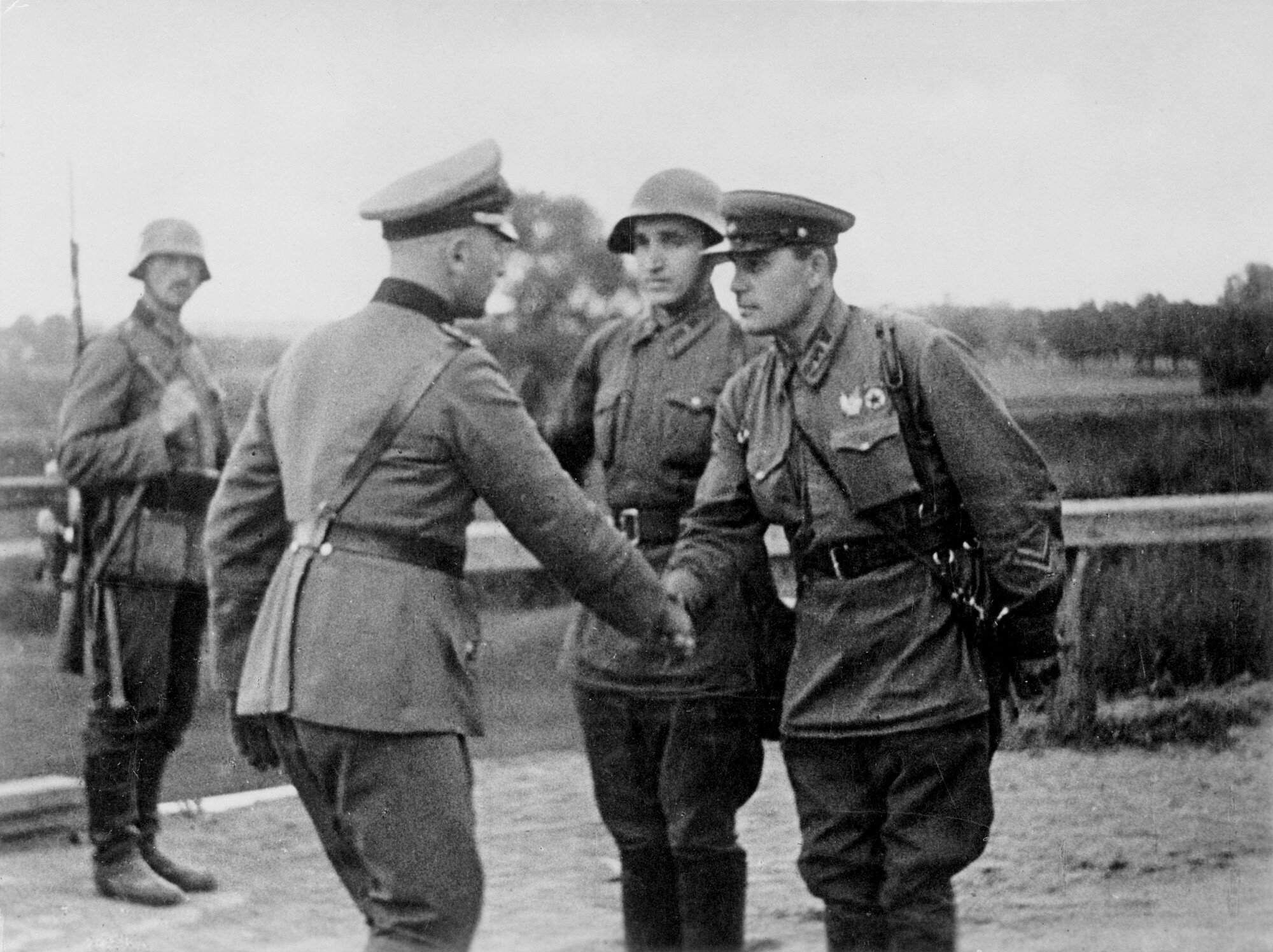
Ofițeri germani și sovietici dând mâna după ce Germania Nazistă și Uniunea Sovietică au anexat noi teritorii în Europa de Est, 1939

După semnarea Tratatului germano-sovietic de Prietenie, Cooperare și Demarcație⁠(d), Uniunea Sovietică a obligat Țările Baltice—Estonia, Letonia și Lituania—să-i permită să staționeze trupele sovietice în țările lor conform unor acorduri de „asistență reciprocă”. Finlanda a respins revendicările teritoriale, ceea ce a determinat o invazie sovietică în noiembrie 1939. Războiul de Iarnă care a urmat s-a încheiat în martie 1940 cu concesii finlandeze. Regatul Unit și Franța, tratând atacul sovietic asupra Finlandei ca echivalent cu intrarea în război de partea Germanilor, a răspuns la invazia sovietică prin sprijinirea excluderii URSS din Liga Națiunilor.
În iunie 1940, Uniunea Sovietică a anexat cu forța Estonia, Letonia și Lituania⁠(d), și regiunile românești disputate din Basarabia, Bucovina de Nord și Herța. Între timp, apropierea politică și cooperarea economică sovieto-nazistă a încetinit treptat, și ambele state au început pregătirile pentru război.

### Europa de Vest (1940–41)

Harta Liniei Maginot franceze

În aprilie 1940, Germania a invadat Danemarca și Norvegia pentru a proteja transporturile de minereu de fier din Suedia, pe care Aliații încercau să le întrerupă⁠(d) minând unilateral apele Norvegiei neutre. Danemarca a capitulat după câteva ore și, în ciuda sprijinului Aliaților, care au reușit chiar să recucerească temporar importantul port Narvik de la germani, Norvegia a fost cucerită în două luni. Nemulțumirile opiniei publice britanice pe marginea campaniei din Norvegia⁠(d) au condus la înlocuirea prim-ministrului britanic, Neville Chamberlain, cu Winston Churchill la 10 mai 1940.
Germania a lansat o ofensivă împotriva Franței și, aderând la Planul Manstein, a atacat și țările neutre Belgia, Țările de Jos și Luxemburg, la 10 mai 1940. În aceeași zi, forțele britanice au debarcat în Islanda⁠(d) și în Feroe⁠(d) pentru a preîntâmpina o posibilă invazie germană a insulelor. SUA, în strânsă colaborare cu reprezentantul danez la Washington, DC⁠(d), a fost de acord să protejeze Groenlanda⁠(d), adoptând cadrul politic pentru înființarea oficială de baze militare în aprilie 1941. Țările de Jos și Belgia au fost invadate în câteva zile și, respectiv, săptămâni, folosind tactici blitzkrieg. Linia franceză fortificată Maginot și corpul principal al forțelor aliate care intraseră în Belgia au fost eludate printr-o mișcare de flancare prin regiunea împădurită Ardeni, eronat percepută de către planificatorii aliați ca o barieră naturală impenetrabilă împotriva blindatelor. Ca urmare, cea mai mare parte din armatele aliate s-au găsit prinse într-o încercuire și au fost învinse. Majoritatea au fost luați prizonieri, în timp ce peste 300.000, mai ales englezi și francezi, au fost evacuați de pe continent la Dunkerque de la începutul lunii iunie, după ce își abandonaseră aproape tot echipamentul.
La 10 iunie, Italia a invadat Franța, declarând război atât Franței cât și Regatului Unit. Parisul a căzut în mâinile germanilor la 14 iunie și opt zile mai târziu Franța a semnat un armistițiu cu Germania și a fost în curând împărțită între zonele de ocupație germană și italiană⁠(d), și o rămășiță neocupată guvernată de Regimul de la Vichy, care, deși, oficial, neutru, s-a aliniat, în general, cu Germania. Franța și-a păstrat flota dar britanicii se temeau că ar putea cădea în mâinile germanilor și au atacat-o pe 3 iulie.
Bătălia Angliei a început la începutul lunii iulie când Luftwaffe a atacat transporturile maritime și porturile⁠(d). Pe 19 iulie, Hitler s-a oferit din nou public să pună capăt războiului, spunând că el nu are nicio dorință de a distruge Imperiul Britanic. Regatul Unit a respins ultimatumul. Principala campanie germană de superioritate aeriană a început în luna august, dar nu a reușit să ducă la înfrângerea Royal Air Force Fighter Command⁠(d), și invazia propusă a fost amânată pe termen nelimitat pe 17 septembrie. Bombardamentele strategice ofensive germane s-au intensificat sub forma unor atacuri de noapte asupra Londrei și a altor orașe în The Blitz, dar în mare parte nu au reușit să întrerupă efortul de război britanic.

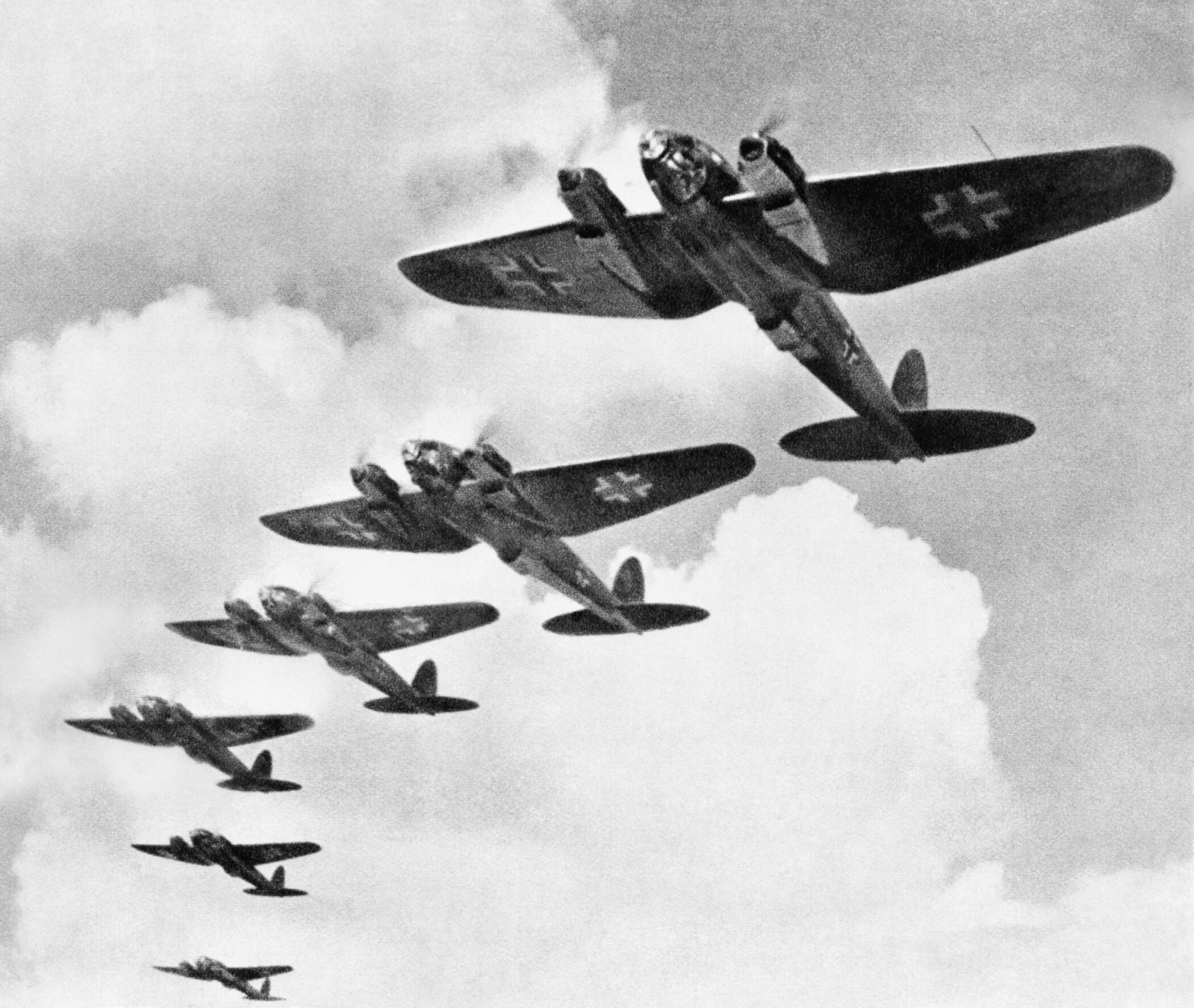
Bombardiere germane ale Luftwaffe modelul în timpul Bătăliei Angliei

Folosind recent-capturatele porturi franceze, Marina Germană a obținut unele succese împotriva unei Royal Navy suprarăspândite, folosind U-booturi împotriva transporturilor britanice din Atlantic. Britanicii au obținut o victorie semnificativă la 27 mai 1941, prin scufundarea cuirasatului german Bismarck⁠(d). Poate cel mai important, în timpul Bătăliei Angliei, Royal Air Force a rezistat cu succes asaltului Luftwaffe, și campania germană de bombardamente s-a încheiat în mare parte în mai 1941.
În toată această perioadă, Statele Unite ale Americii, oficial neutre, au luat măsuri pentru a ajuta China și Aliații occidentali. În noiembrie 1939, Legea Neutralității⁠(d) din SUA a fost modificată pentru a permite achiziții „cash and carry”⁠(d) din partea Aliaților. În 1940, în urma ocupării germane a Parisului, dimensiunea Marinei Statelor Unite a fost crescută în mod semnificativ⁠(d). În septembrie, Statele Unite au mai convenit să schimbe distrugătoare americane pentru baze britanice⁠(d). În continuare, până mult în 1941, o mare majoritate a publicului american continua să se opună oricărei intervenții militare directe în conflict.
Deși promisese că va menține Statele Unite în afara războiului, Roosevelt a luat totuși măsuri concrete pentru a se pregăti pentru război. În decembrie 1940, l-a acuzat pe Hitler că pune la cale cucerirea lumii și a declarat negocierile inutile, cerând ca SUA să devină un „arsenal al democrației⁠(d)” și a promovat adoptarea legii de împrumut și închiriere pentru a sprijini efortul de război britanic. În ianuarie 1941, au fost demarate discuții secrete la nivel înalt cu britanicii pentru a determina cum să fie învinsă Germania dacă SUA vor intra în război. Ei au hotărât o serie de politici ofensive, între care o ofensivă aeriană, „eliminarea timpurie” a Italiei, raiduri, susținerea grupărilor de rezistență, și capturarea unor poziții care să faciliteze lansarea de ofensive împotriva Germaniei.
La sfârșitul lunii septembrie 1940, Pactul Tripartit reunea Japonia, Italia și Germania, formalizând Puterile Axei. Pactul Tripartit stipula că orice țară, cu excepția Uniunii Sovietice, care nu se afla în război, care atacă oricare putere a Axei va fi obligată să lupte împotriva tuturor celor trei. Axa s-a extins în noiembrie 1940, când au aderat Ungaria, Slovacia și România. România avea să aducă o contribuție majoră (ca și Ungaria) la războiul Axei împotriva URSS, parțial pentru a recuceri teritoriile cedate URSS, parțial pentru a urma dorința conducătorului Ion Antonescu de a combate comunismul.

### Mediterana (1940–41)

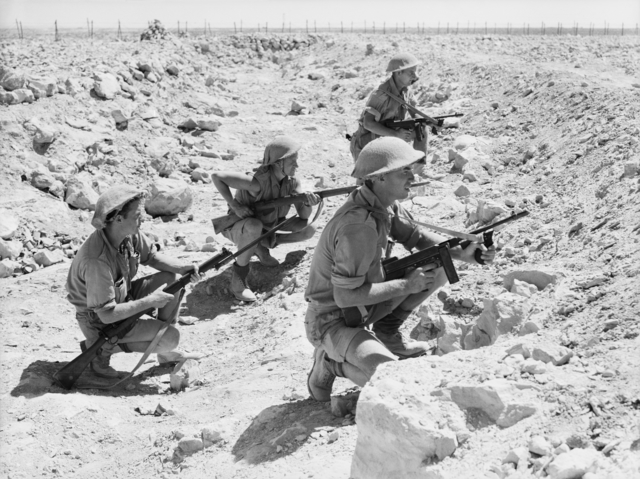
Soldați din Forțele Commonwealth-ului Britanic ocupă o tranșee din prima linie în timpul ; Campania din Africa de Nord, august 1941

Italia și-a început operațiunile în Marea Mediterană cu un asediu al Maltei⁠(d) în iunie, cucerirea Somaliei Britanice⁠(d) în August, și cu o incursiune în Egiptul Britanic în septembrie 1940. În octombrie 1940, Italia a declanșat războiul greco-italian din cauza invidiei lui Mussolini față de succesele lui Hitler, dar în câteva zile a fost respins și împins înapoi în Albania, unde în curând s-a ajuns la un impas. Regatul Unit a răspuns la cererile grecești de asistență prin trimiterea de trupe în Creta și furnizarea de sprijin aerian pentru Grecia. Hitler a hotărât că, atunci când vremea se va îmbunătăți, va lua măsuri împotriva Greciei pentru a-i ajuta pe italieni și pentru a-i împiedica pe britanici să obțină un cap de pod în Balcani, dând lovituri dominației navale britanice în Mediterana, și asigurându-și controlul asupra petrolului românesc.
În decembrie 1940, forțele Commonwealth-ului Britanic au început contraofensiva împotriva forțelor italiene din Egipt și în Africa de Est Italiană. Ofensiva din Africa de Nord a fost foarte reușită și, până la începutul lunii februarie 1941, Italia a pierdut controlul asupra estului Libiei și un număr mare de soldați italieni au fost luați prizonieri. Marina Italiană a suferit și ea înfrângeri semnificative, Royal Navy scoțând din luptă trei nave de luptă italiene printr-un atac de portavioane la Taranto⁠(d), și neutralizând mai multe nave de război în bătălia de la Capul Matapan⁠(d).

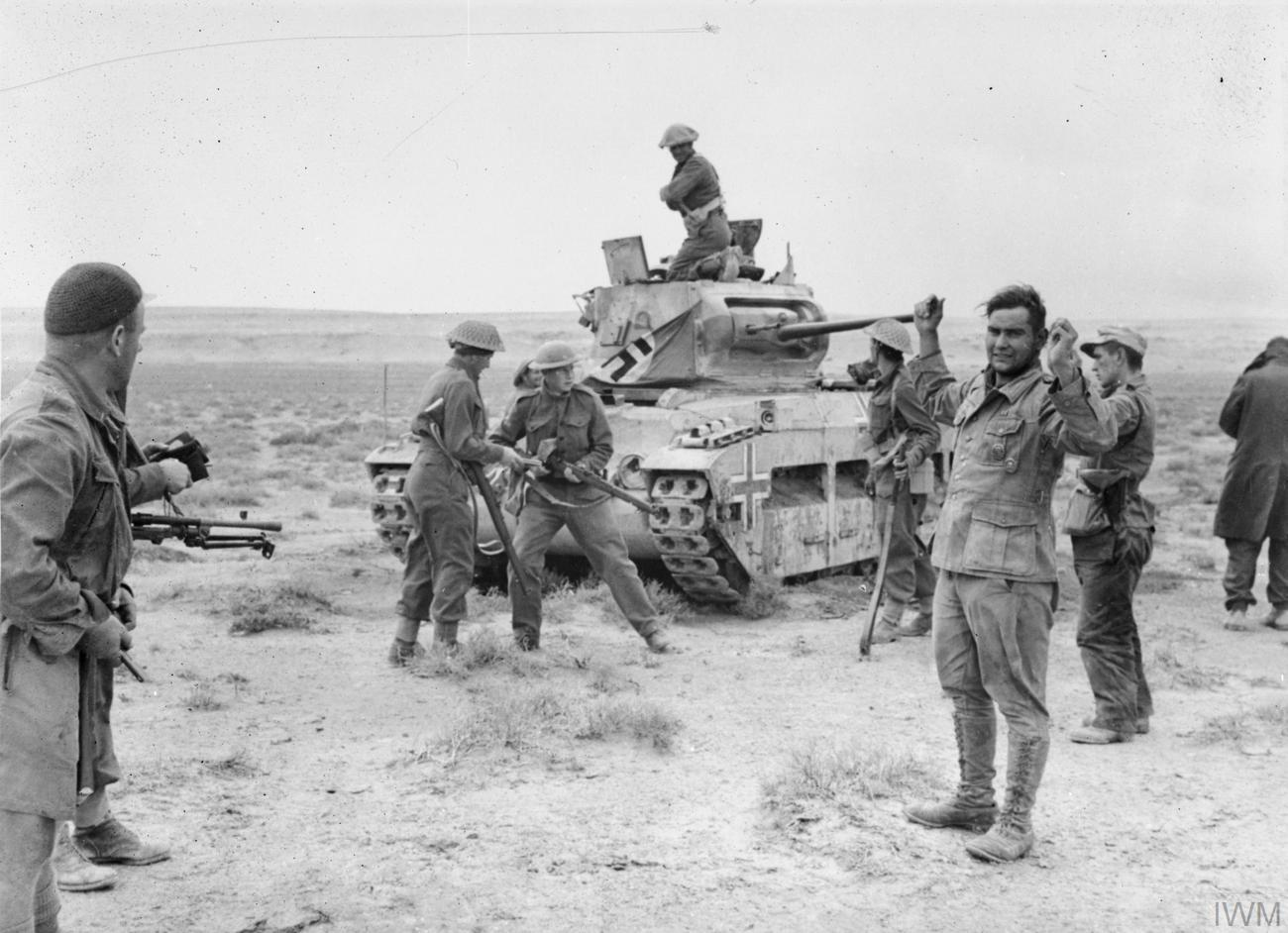
Soldați germani din Afrika Korps căzuți prizonieri în decembrie 1941

Germanii au intervenit curând în ajutorul Italiei. Hitler a trimis forțele germane în Libia , în februarie, și până la sfârșitul lunii martie a lansat o ofensivă⁠(d) care a împins înapoi forțele Commonwealth-ului, care fuseseră slăbite pentru a susține Grecia. În mai puțin de o lună, forțele Commonwealth-ului au fost împinse înapoi în Egipt, cu excepția portului asediat Tobruk⁠(d). Commonwealth-ul a încercat să disloce forțele Axei în luna mai⁠(d) și din nou în luna iunie⁠(d), dar nu a reușit în niciuna din cele două ocazii.
Până la sfârșitul lunii martie 1941, în urma semnării de către Bulgaria a Pactului Tripartit, germanii erau în măsură să intervină în Grecia. Planurile s-au schimbat, însă, din cauza evoluțiilor din țara vecină, Iugoslavia. Guvernul Iugoslav a semnat Pactul Tripartit la 25 martie, pentru a fi răsturnat două zile mai târziu de o lovitură de stat instigată de britanici. Hitler considera ostil noul regim și imediat a hotărât eliminarea lui. La 6 aprilie, Germania a invadat simultan atât Iugoslavia cât și Grecia, realizând progrese rapide și obligând ambele țări să capituleze după o lună. Britanicii au fost alungați din Balcani, după ce Germania a cucerit insula greacă Creta, până la sfârșitul lunii mai. Deși victoria Axei a fost rapidă, a izbucnit ulterior un greu război de partizani împotriva ocupației  Iugoslaviei de către Axă, care a continuat până la sfârșitul războiului.
Aliații au repurtat în acest timp câteva succese. În Orientul Mijlociu, forțele Commonwealth-ului au reprimat în Irak o revoltă⁠(d) care avea susținere din partea avioanelor germane din bazele din Siria controlată de regimul de la Vichy, apoi, cu ajutorul francezilor liberi⁠(d), au invadat Siria și Libanul,⁠(d) pentru a preveni alte astfel de evenimente.

### Atacul Axei asupra URSS (1941)

Hartă animată a teatrului European de operațiuni al celui de al Doilea Război Mondial, 1939-1945 — Roșu: Aliații Occidentali și Uniunea Sovietică, după 1941; Verde: Uniunea Sovietică înainte de anul 1941; Albastru: Puterile Axei

Cum situația din Europa și Asia era relativ stabilă, Germania, Japonia și Uniunea Sovietică făceau pregătiri. Cum sovieticii se fereau să escaladeze tensiunile cu Germania și japonezii puneau la cale să profite de războiul european pentru a acapara posesiunile europene bogate în resurse din Asia de Sud-Est, cele două puteri au semnat pactul de neutralitate sovieto–japonez în aprilie 1941. Prin contrast, germanii făceau în mod constant pregătiri pentru un atac asupra Uniunii Sovietice, masând trupe la granița sovietică.
Hitler credea că refuzul Regatului Unit de a pune capăt războiului se bazează pe speranța că Statele Unite și Uniunea Sovietică vor intra, mai devreme sau mai târziu, în război împotriva Germaniei. Prin urmare, ei au hotărât să încerce să consolideze relațiile germaniei cu sovieticii, sau, dacă aceasta nu reușește, să-i atace și să-i elimine ca factor. În noiembrie 1940, au avut loc negocieri⁠(d) pentru a stabili dacă Uniunea Sovietică va adera la Pactul Tripartit. Sovieticii au arătat un oarecare interes, dar au cerut concesii din partea Finlandei, Bulgariei, Turciei și Japoniei, ceea ce Germania a considerat inacceptabil. La 18 decembrie 1940, Hitler a emis directiva de a se pregăti o invazie a Uniunii Sovietice.
La 22 iunie 1941, Germania, susținută de Italia și România, au invadat Uniunea Sovietică în Operațiunea Barbarossa, Germania acuzându-i pe sovietici de complot împotriva ei. Lor li s-au alăturat în scurt timp Finlanda și Ungaria. obiectivele principale ale acestei ofensive-surpriză ofensive au fost regiunile baltice, Moscova și Ucraina, având scopul final⁠(d) de a pune capăt campaniei din 1941 în apropiere de linia Arhanghelsk-Astrahan, de la Marea Caspică la Marea Albă. Obiectivele lui Hitler erau eliminarea Uniunii Sovietice ca putere militară, eradicarea comunismului, generarea de Lebensraum („spațiu de trai”) prin deposedarea populației autohtone și garantarea accesului la resurse strategice necesare pentru a învinge restul de rivali rămași ai Germaniei.
Deși Armata Roșie se pregătea înainte de război pentru o contraofensivă strategică, Barbarossa a obligat comandamentul suprem sovietic să adopte o strategie defensivă⁠(d). În timpul verii, Axa a făcut progrese semnificative în teritoriul sovietic, provocând imense pierderi umane și materiale. De la mijlocul lunii august, cu toate acestea, Înaltul Comandament german a hotărât să suspende ofensiva Grupul de Armate Centru, considerabil epuizat, și să redirecționeze Grupul 2 Panzer⁠(d) pentru a consolida înaintarea trupelor spre Ucraina centrală și Leningrad. Ofensiva de la Kiev a fost foarte reușită, soldându-se cu încercuirea și eliminarea a patru armate sovietice, și a făcut posibilă în continuare înaintarea în Crimeea și în Ucraina orientală, mai dezvoltată industrial (prima bătălie de la Harkov).

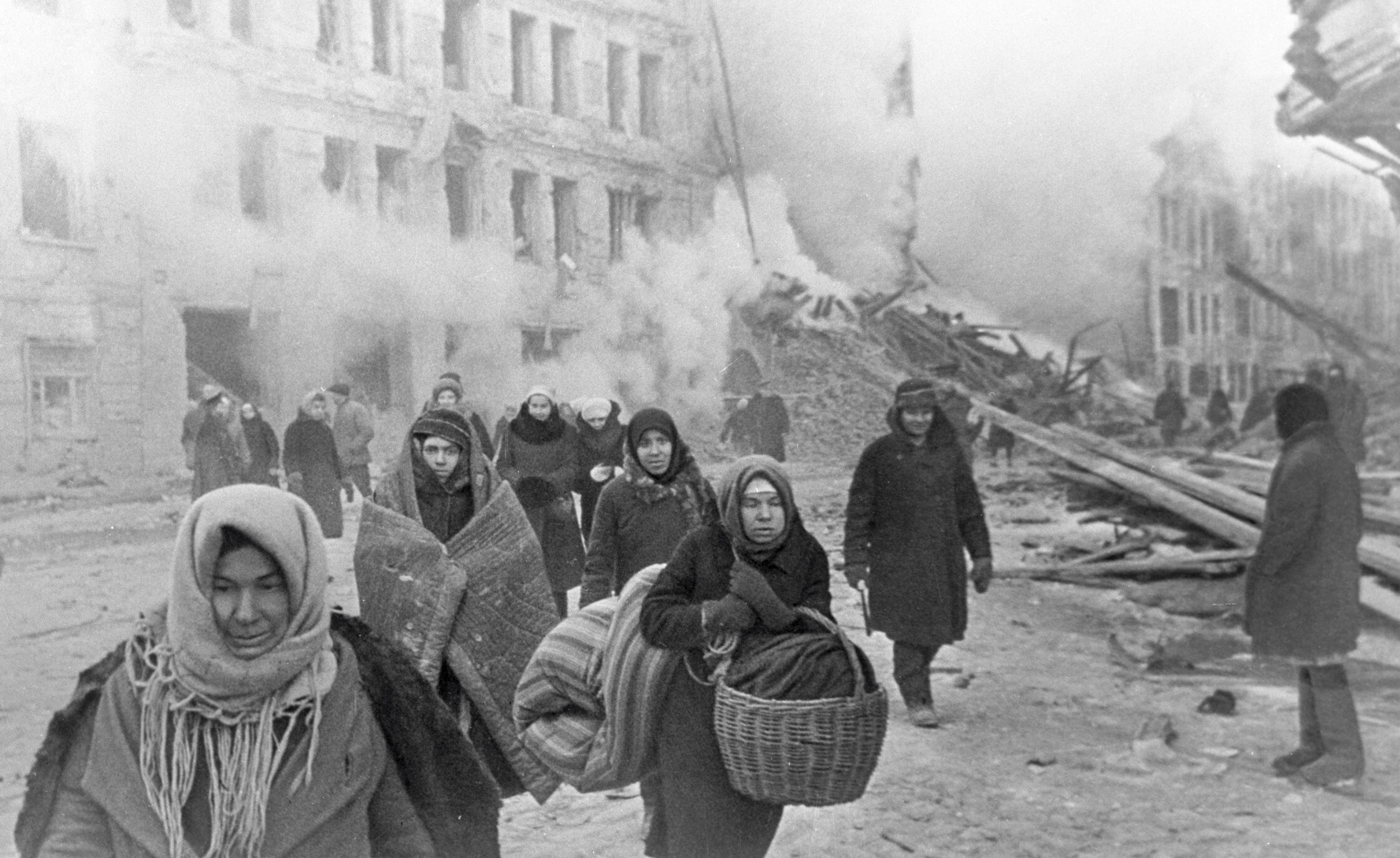
Civili sovietici din Leningrad părăsind casele distruse, după un bombardament german al orașului; Bătălia de la Leningrad, 10 decembrie 1942

Deturnarea a trei sferturi din trupele Axei și majoritatea forțelor sale aeriene din Franța și Mediterana centrală pe Frontul de Est a determinat Regatul Unit să-și reanalizeze strategia de ansamblu⁠(d). În luna iulie, Regatul Unit și Uniunea Sovietică au format o alianță militară împotriva Germaniei. Britanicii și sovieticii au invadat Iranul⁠(d) pentru a asigura Coridorul Persan⁠(d) și câmpurile petrolifere din Iran. În luna august, Regatul Unit și Statele Unite ale Americii au emis în comun Carta Atlanticului.
Până în octombrie, obiectivele operaționale ale Axei în Ucraina și în regiunea Mării Baltice au fost atinse, mai rămânând doar asediile Leningradului și Sevastopolului. O importantă ofensivă împotriva Moscovei a fost reînnoită; după două luni de lupte înverșunate pe o vreme din ce în ce mai grea, armata germană a ajuns aproape de suburbiile Moscovei, unde trupele extenuate au fost obligate să-și suspende ofensiva. Fortele Axei au realizat mari câștiguri teritoriale, dar campania lor nu reușise să-și atingă obiectivele principale: două orașe-cheie rămăseseră în mâinile sovieticilor, capacitatea de rezistență a URSS nu fusese ruptă, iar Uniunea Sovietică a păstrat o mare parte din potențialul său militar. Faza de blitzkrieg a războiului în Europa se încheiase.
Până la începutul lunii decembrie, rezervele proaspăt mobilizate au permis sovieticilor să ajungă la echilibru numeric cu Axa. Împreună cu informațiile obținute, care au stabilit că un număr minim de trupe sovietice din est ar fi suficiente pentru a descuraja orice atac al armatei japoneze Kwantung⁠(d), au permis sovieticilor să înceapă o masivă contra-ofensivă, care s-a declanșat la 5 decembrie de-a lungul întregului front și împingând trupele germane cu 100–250 km spre vest.

### Izbucnirea războiului din Pacific (1941)
În 1939, Statele Unite au renunțat la tratatul comercial cu Japonia; și, începând cu un embargou asupra combustibilului de avioane în iulie 1940, Japonia a început să se confrunte cu o presiune economică crescândă. În acest timp, Japonia a lansat primul atac împotriva Changshaului⁠(d), un oraș de importanță strategică din China, dar a fost respinsă la sfârșitul lunii septembrie. În ciuda mai multor ofensive⁠(d) de ambele părți, războiul dintre China și Japonia a ajuns într-un impas în 1940. Pentru a crește presiunea asupra Chinei prin blocarea rutelor de aprovizionare și pentru a poziționa mai bine forțele japoneze în caz de război cu puterile occidentale, Japonia a invadat și a ocupat Indochina de nord. Ulterior, Statele Unite ale Americii au pus sub embargo comerțul cu fier, oțel și piese mecanice în raport cu Japonia. În curând au urmat și alte sancțiuni.
În luna august a acelui an, comuniștii chinezi au lansat o ofensivă în China Centrală⁠(d); ca represalii, Japonia a instituit măsuri dure⁠(d) în zonele ocupate pentru a reduce resursele umane și materiale ale comuniștilor. Antipatia persistentă între comuniștii chinezi și forțele naționaliste au culminat cu ciocniri armate în ianuarie 1941⁠(d), cele două grupări încheindu-și efectiv cooperarea. În martie, Armata a XI-a Japoneză a atacat cartierul genral al Armatei a XIX-a Chineze, dar a fost respinsă în bătălia de Shanggao⁠(d). În septembrie, Japonia a încercat din nou să cucerească orașul Changsha⁠(d) și s-a ciocnit cu forțele naționaliste chineze.

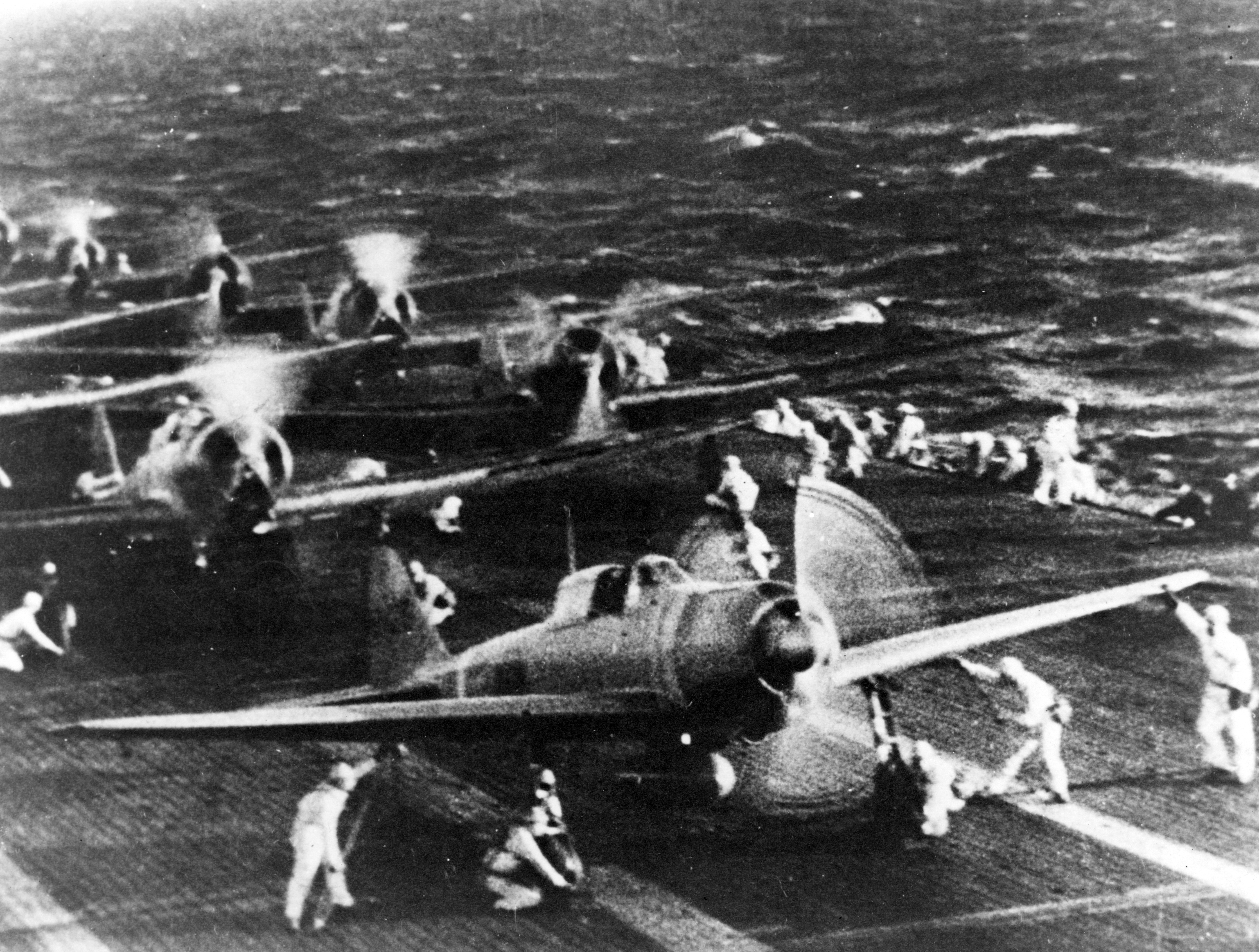
Avioane de luptă Mitsubishi A6M2 "Zero" pe portavionul Marinei Imperiale Japoneze, chiar înainte de atacul de la

Succesele germane în Europa au încurajat Japonia să crească presiunea asupra guvernelor europene din Asia de Sud-Est. Guvernul olandez a acceptat să ofere Japoniei unele livrări de petrol din Indiile Olandeze de Est, dar negocierile pentru suplimentarea accesului la resursele acestora au eșuat în iunie 1941. În iulie 1941, Japonia a trimis trupe în Indochina de Sud, amenințând astfel posesiunile britanice și olandeze din Extremul Orient. Statele Unite, Regatul Unit și alte guverne occidentale au reacționat la această mișcare cu înghețarea bunurilor japoneze și cu un embargo total asupra petrolului.
De la începutul anului 1941, Statele Unite ale Americii și Japonia se angajaseră în negocieri, în încercarea de a-și îmbunătăți relațiile tensionate și de a opri războiul din China. În cadrul acestor negocieri, Japonia a avansat o serie de propuneri care au fost respinse de către americani ca inadecvate. În același timp, SUA, Regatul Unit și Țările de Jos au intrat în negocieri secrete pentru apărarea comună a teritoriilor lor, în caz de atac japonez împotriva oricăreia dintre ele. Roosevelt a înarmat Filipinele (un protectorat american care urma să devină independent în 1946)⁠(d) și a avertizat Japonia că SUA vor reacționa la atacurile japoneze împotriva oricărei „țări vecine”.

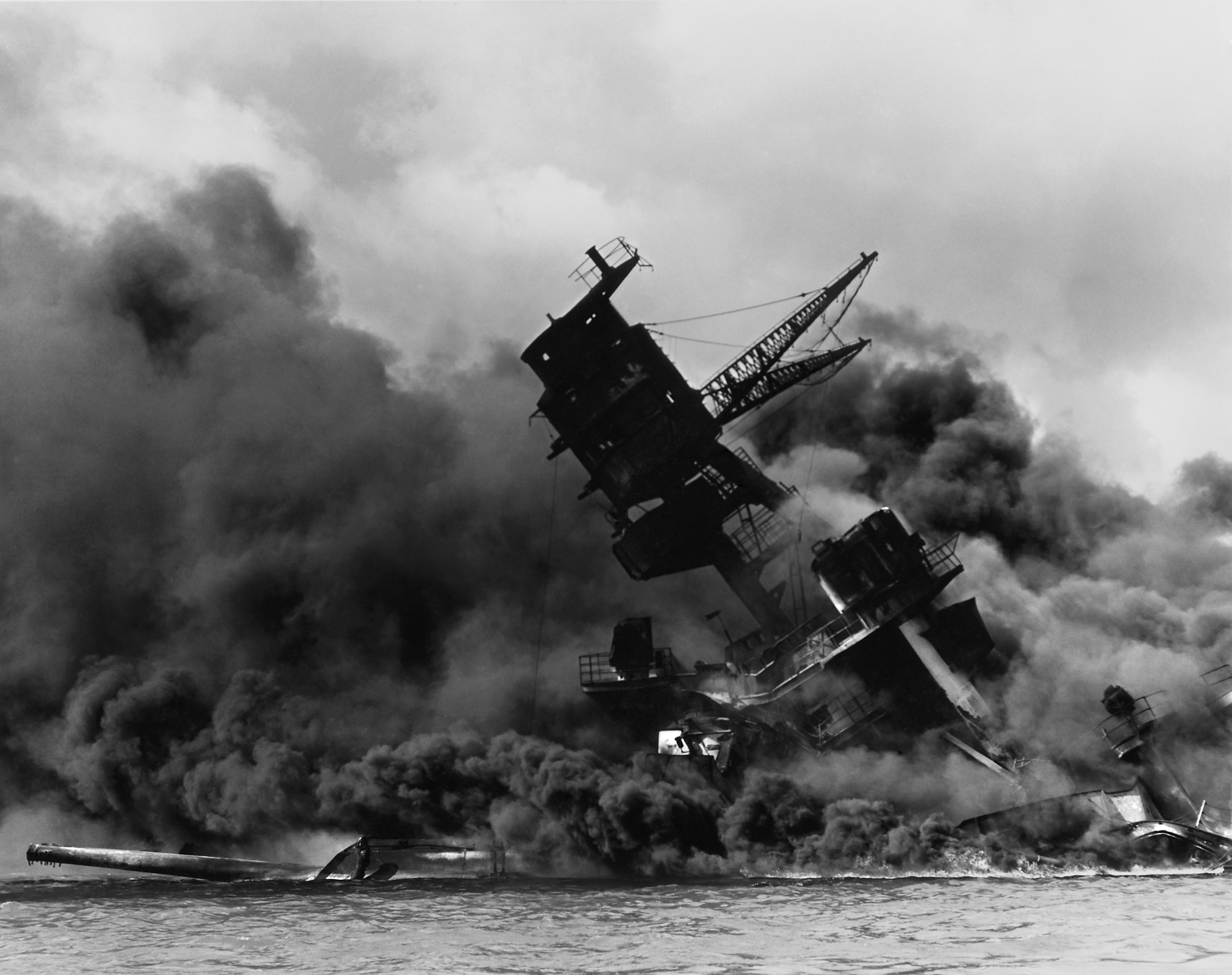
USS Arizona în timpul atacului-surpriză japonez asupra flotei americane din Pacific, 7 decembrie 1941

Frustrat de lipsa de progrese și simțind constrângerea sancțiunilor americano-britanico-olandeze, Japonia s-a pregătit de război, generalul AIJ Hideki Tojo devenind prim-ministru al Japoniei pe 17 octombrie. La 20 noiembrie, Japonia a prezentat o propunere intermediară drept oferta sa finală. Ea cerea încetarea ajutorului american pentru China și furnizarea de petrol și de alte resurse Japoniei. În schimb, promitea să nu lanseze atacuri în Asia de Sud-Est și să-și retragă forțele de pe pozițiile amenințătoare din sudul Indochinei. Contrapropunerea americană din 26 noiembrie impunea evacuarea necondiționată de către Japonia a întregii Chine, și încheierea de pacte de neagresiune cu toate puterile din Pacific. Aceasta însemna practic obligarea Japoniei să aleagă între abandonarea ambițiilor sale în China și acapararea prin forță a resurselor naturale necesare din Indiile Olandeze de Est; armata japoneză nu o considera pe prima drept o opțiune, și mulți ofițeri considerau că embargoul asupra petrolului este o declarație implicită de război.
Japonia punea la cale ocuparea rapidă a coloniilor europene din Asia pentru a crea un mai mare perimetru defensiv întins până în centrul Pacificului, japonezii fiind apoi eventual liberi să exploateze resursele din Asia de Sud-Est, în timp ce Aliații vor fi obligați să ducă un război defensiv. Pentru a preveni intervenția americană în timpul asigurării perimetrului, s-a planificat și neutralizarea Flotei SUA din Pacific⁠(d) și a prezenței militare americane în Filipine, de la bun început. La 7 decembrie 1941 (8 decembrie pe fusul orar asiatic), Japonia a atacat posesiunile britanice și americane cu ofensive  aproape simultane împotriva Asiei de Sud-Est și Pacificului Central. Acestea au cuprins atacul asupra flotei americane de la Pearl Harbor, asupra Filipinelor⁠(d), debarcări în Thailanda și Malaezia⁠(d) și bătălia de la Hong Kong.
Aceste atacuri au făcut ca Statele Unite, Regatul Unit, China, Australia și mai multe alte state să declare oficial război Japoniei, deși Uniunea Sovietică, puternic implicată pe scară largă în ostilitățile europene cu țările Axei, și-a menținut acordul de neutralitate cu Japonia. Germania, urmată de alte țări ale Axei, au declarat război Statelor Unite ale Americii în semn de solidaritate cu Japonia, invocând drept justificare atacurile americane asupra navelor de război germane, ordonate de către Roosevelt.

### Încetinirea înaintării Axei (perioada 1942–43)

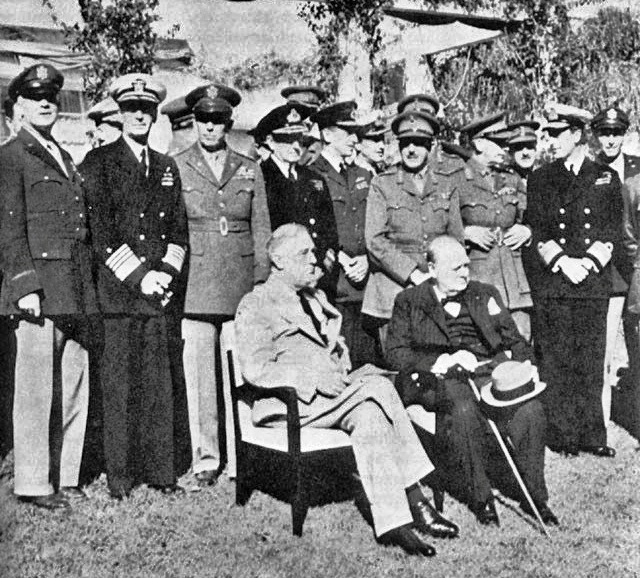
Așezați la Conferința de la Casablanca: președintele SUA, Franklin D. Roosevelt și prim-ministrul britanic Winston Churchill, ianuarie 1943

În ianuarie 1942, Cei Patru Mari Aliați (Statele Unite, Regatul Unit, Uniunea Sovietică și China) și alte 22 de guverne mici sau în exil au emis Declarația Națiunilor Unite⁠(d), prin care au reafirmat Carta Atlanticului, și au căzut de acord să nu semneze pace separată⁠(d) cu puterile Axei.
În 1942, oficialii Aliați au dezbătut strategia de ansamblu⁠(d) pe care să o urmeze. Toate au fost de acord că înfrângerea Germaniei este obiectivul principal. Americanii au favorizat un atac direct pe scară largă⁠(d) împotriva Germaniei, prin Franța. Sovieticii cereau și ei un al doilea front. Britanicii, pe de altă parte, susțineau că operațiunile militare ar trebui să vizeze zonele periferice pentru a măcina puterea germană, ceea ce ar duce la demoralizare, și la susținerea mișcarilor de rezistență. Germania ar fi fost supusă unei grele campanie de bombardamente. O ofensivă împotriva Germaniei ar urma apoi să fie lansată în primul rând cu blindate ale Aliaților fără a utiliza armate mari. În cele din urmă, britanicii i-au convins pe americani că o debarcare în Franța este imposibilă la acea dată, și că ar trebui în schimb să se concentreze pe îndepărtarea Axei din Africa de Nord.
La Conferința de la Casablanca de la începutul anului 1943, Aliații și-au reiterat afirmațiile din Declarația Națiunilor Unite din 1942, și au cerut capitularea necondiționată a dușmanilor lor.
Britanicii și americanii au convenit să continue să ia inițiativa în Mediterana prin invadarea Siciliei pentru a asigura rutele de aprovizionare prin acea mare. Deși britanicii cereau mai multe operațiuni în Balcani pentru a aduce Turcia în război, în mai 1943, americanii au obțintut de la aceștia angajamentul de a limita operațiunile aliate din Mediterana la o invazie a Italiei și de a invada Franța în 1944.

#### Pacific (1942–43)

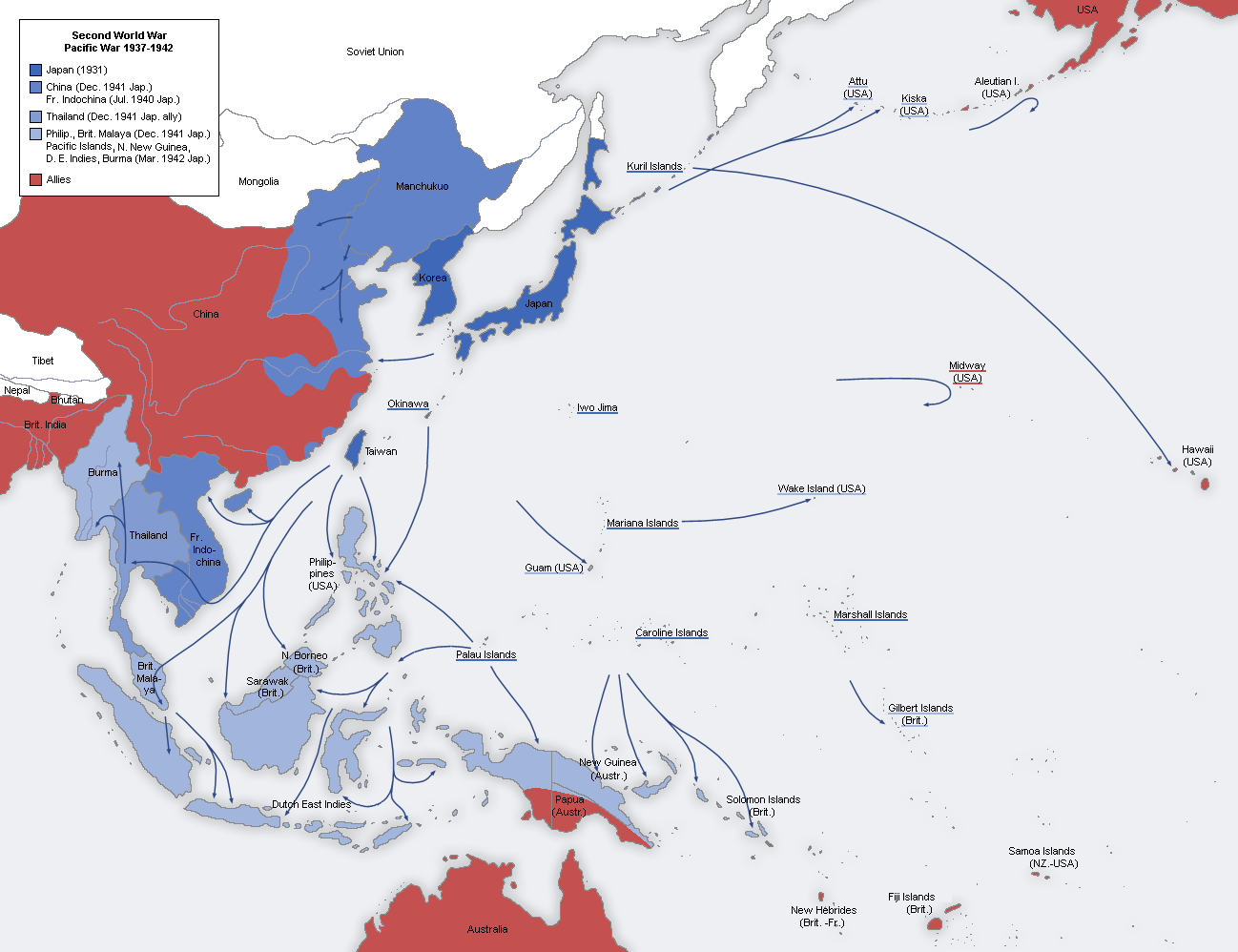
Harta militară Japoneză avansuri, până la jumătatea anului 1942

Până la sfârșitul lunii aprilie 1942, Japonia și aliatul său Thailanda cuceriseră aproape complet Birmania⁠(d), Malaya⁠(d), Indiile Olandeze de Est⁠(d), Singapore, și Rabaul⁠(d), provocând pierderi grele pe trupelor aliate și luând un număr mare de prizonieri. În ciuda rezistenței persistente a forțelor filipineze și americane, Comunitatea Filipineză⁠(d) a fost în cele din urmă cucerită în mai 1942, guvernul fugind în exil. Pe 16 aprilie, în Birmania, 7000 de soldați britanici au fost încercuiți de Divizia 33 Japoneză în timpul bătăliei de la Yenangyaung⁠(d) și au fost salvați de către Divizia 38 Chineză. Forțele Japoneze au obținut victorii navale și în Marea Chinei de Sud, în Marea Java⁠(d) și în Oceanul Indian⁠(d), și au bombardat bazele navale Aliate⁠(d) de la Darwin, Australia. În ianuarie 1942, singurul succes al Aliaților împotriva Japoniei a fost victoria chineză de la Changsha⁠(d). Aceste victorii facile împotriva adversarilor americani și europeni nepregătiți au dat Japoniei o încredere exagerată și au făcut-o să se întindă prea mult.
La începutul lui mai 1942, Japonia a inițiat operațiuni pentru a captura Port Moresby⁠(d) prin asalt amfibiu⁠(d) și, astfel, să întrerupă comunicațiile și liniile de aprovizionare între Statele Unite și Australia. Planul de invazie a fost dejucat atunci când o forță aliată operativă, cu două portavioane americane în centru, a dus cu forțele navale japoneze într-o luptă fără învingător în bătălia din Marea de Corali. Următorul plan al Japoniei, motivat de Raidul Doolittle anterior, a fost să profite de Atolul Midway și să atragă portavioanele americane în luptă pentru a fi eliminate; ca o diversiune, Japonia avea să trimită și forțe pentru a ocupa Insulele Aleutine⁠(d) din Alaska. La mijlocul lunii mai, Japonia a început campania Zhejiang-Jiangxi⁠(d) în China, cu scopul de a-i pedepsi pe chinezili care îi ajutau pe aviatorii americani supraviețuitori ai Raidului Doolittle distrugând bazele aeriene și luptând împotriva Grupurilor de Armate XXIII și XXXII Chineze. La începutul lunii iunie, Japonia și-a pus operațiunile în mișcare, dar americanii, care spărseseră codurile navale japoneze⁠(d) la sfârșitul lunii mai, cunoșteau la perfecție planurile și ordinele de luptă ale japonezilor, și s-au folosit de aceste cunoștințe pentru a obține o decisivă victorie la Midway împotriva Marinei Imperiale Japoneze.

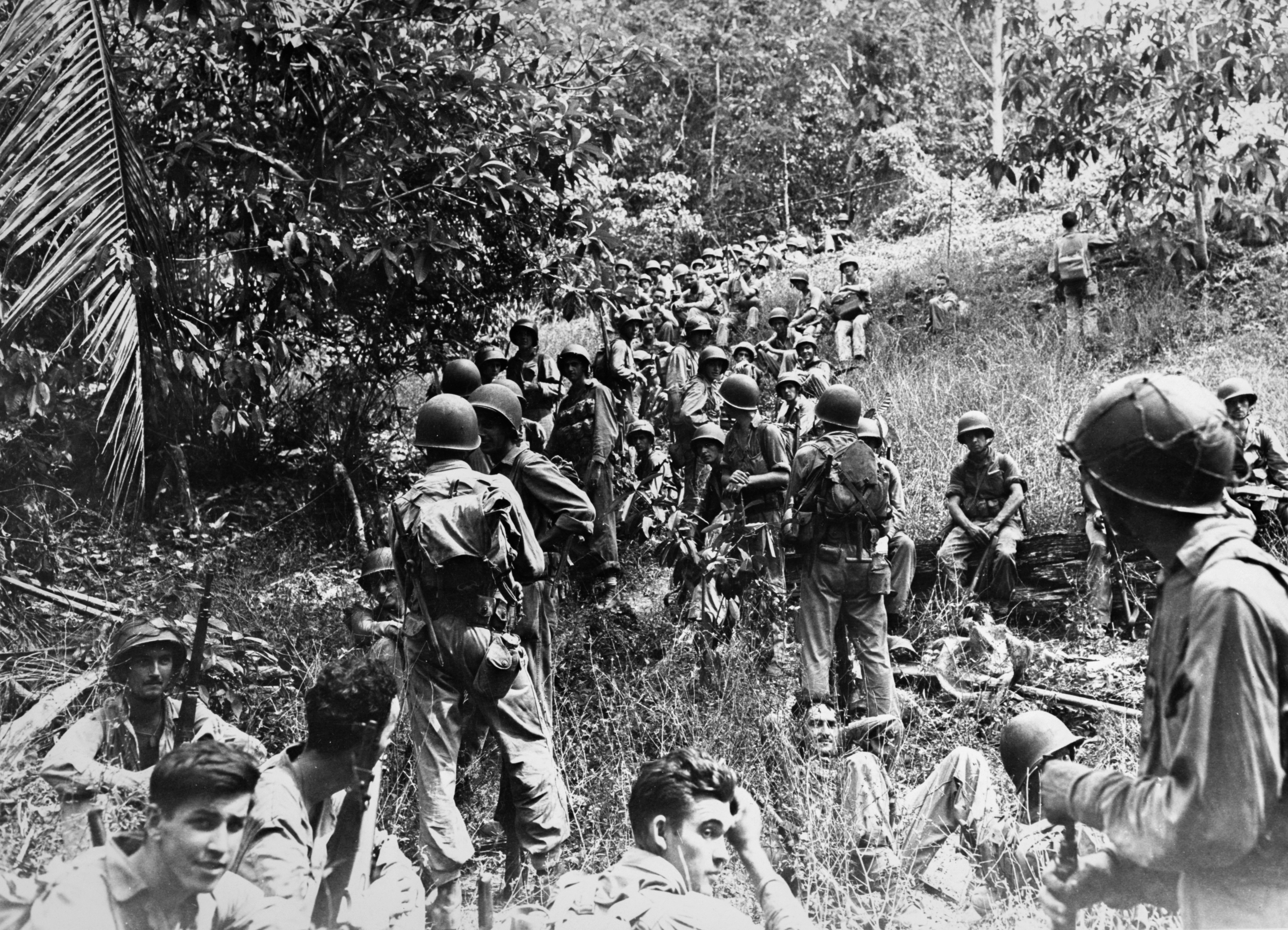
Pușcași marini americani în Campania Guadalcanal, pe, 1942

Cu capacitatea sa de acțiune agresivă mult diminuată, după Midway, Japonia a ales să se concentreze pe o încercare tardivă de a cuceri Port Moresby printr-o campanie terestră⁠(d) în Teritoriul Papua⁠(d). Americanii au pus la cale un contraatac împotriva pozițiilor japoneze din sudul Insulelor Solomon, în primul rând la Guadalcanal, ca prim pas spre captarea Rabaulului⁠(d), principala bază japoneză în Asia de Sud-Est.
Ambele planuri au demarat în iulie, dar până la jumătatea lunii septembrie, bătălia pentru Guadalcanal a avut prioritate pentru japonezi, iar trupele din Noua Guinee au primit ordin să se retragă din zona Port Moresby în nordul insulei⁠(d), unde s-au confruntat cu trupele australiene și americane trupele în bătălia de Buna-Gona⁠(d). Guadalcanal a devenit un punct de concentrare pentru ambele părți, care au angajat multe trupe și nave în bătălia de la Guadalcanal. De la începutul anului 1943, Japonezii au fost învinși pe insulă și și-au retras trupele⁠(d). În Birmania, forțele Commonwealth-ului au efectuat două operațiuni. Prima, o ofensivă în regiunea Arakan⁠(d) la sfârșitul anului 1942, a mers dezastruos, soldându-se cu o retragere înapoi în India în mai 1943. Cea de-a doua a fost introducerea de forțe neregulate⁠(d) în spatele frontului japonez în luna februarie, care, la sfârșitul lunii aprilie, avea rezultate mixte.

#### Frontul de Est (1942–43)

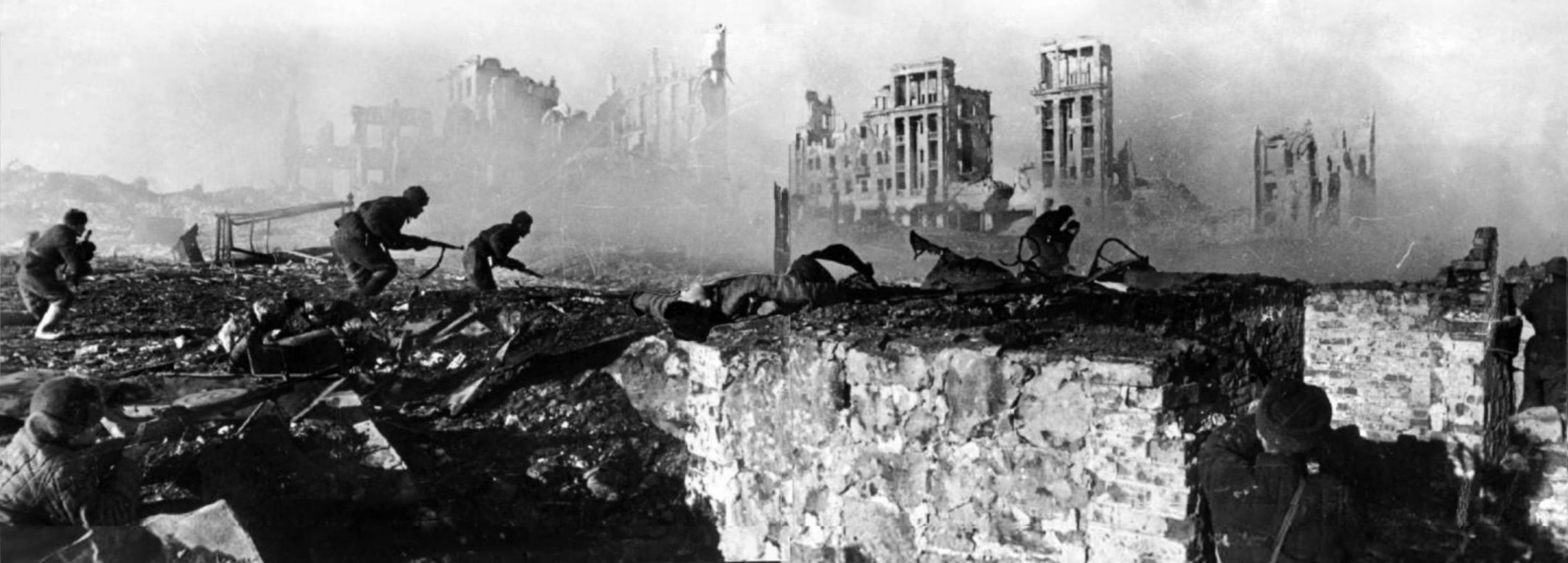
Soldați ai Armatei Roșii în contraatac, în timpul bătăliei de la Stalingrad, februarie 1943

În ciuda pierderilor considerabile, la începutul anului 1942, Germania și aliații săi au oprit ofensiva Sovietică în Rusia centrală și meridională, păstrând cele mai multe câștiguri teritoriale realizate în anul precedent. În mai, germanii au învins ofensiva sovietică din Peninsula Kerci⁠(d) și de la Harkov, și apoi au lansat principala ofensivă de vară împotriva sudului Rusiei, în iunie 1942, pentru a profita de câmpurile petrolifere din Caucaz⁠(d) și a ocupa stepa Kubanului, menținând în același timp pozițiile din nordul și centrul frontului. Germanii au divizat Grupul de Armate Sud în două grupuri: Grupul de Armate A⁠(d) a înaintat spre Donul inferior și a lovit spre sud-est către Caucaz, în timp ce Grupul de Armate B s-a îndreptat spre Volga. Sovieticii au hotărât să se apere la Stalingrad, pe Volga.
Până la mijlocul lunii noiembrie, germanii aproape cuceriseră Stalingradul în lupte grele de stradă⁠(d), atunci când sovieticii își începeau a doua contraofensivă de iarnă, începând cu o încercuire a forțelor germane de la Stalingrad și un atac asupra ieșindului Rjev din apropiere de Moscova, deși acesta din urmă a eșuat dezastruos. Până la începutul lunii februarie 1943, Armata Germană suferise pierderi enorme; trupele germane de la Stalingrad a fost obligate să capituleze, și prima linie a fost împinsă înapoi, dincolo de poziția sa dinainte de ofensiva de vară. La mijlocul lunii februarie, după ce înaintarea sovietică a pierdut din impuls, germanii au lansat un alt atac la Harkov, creând un ieșind în prima linie în preajma orașului rusesc Kursk.

#### Europa de Vest/Atlantic și Mediterana (1942–43)

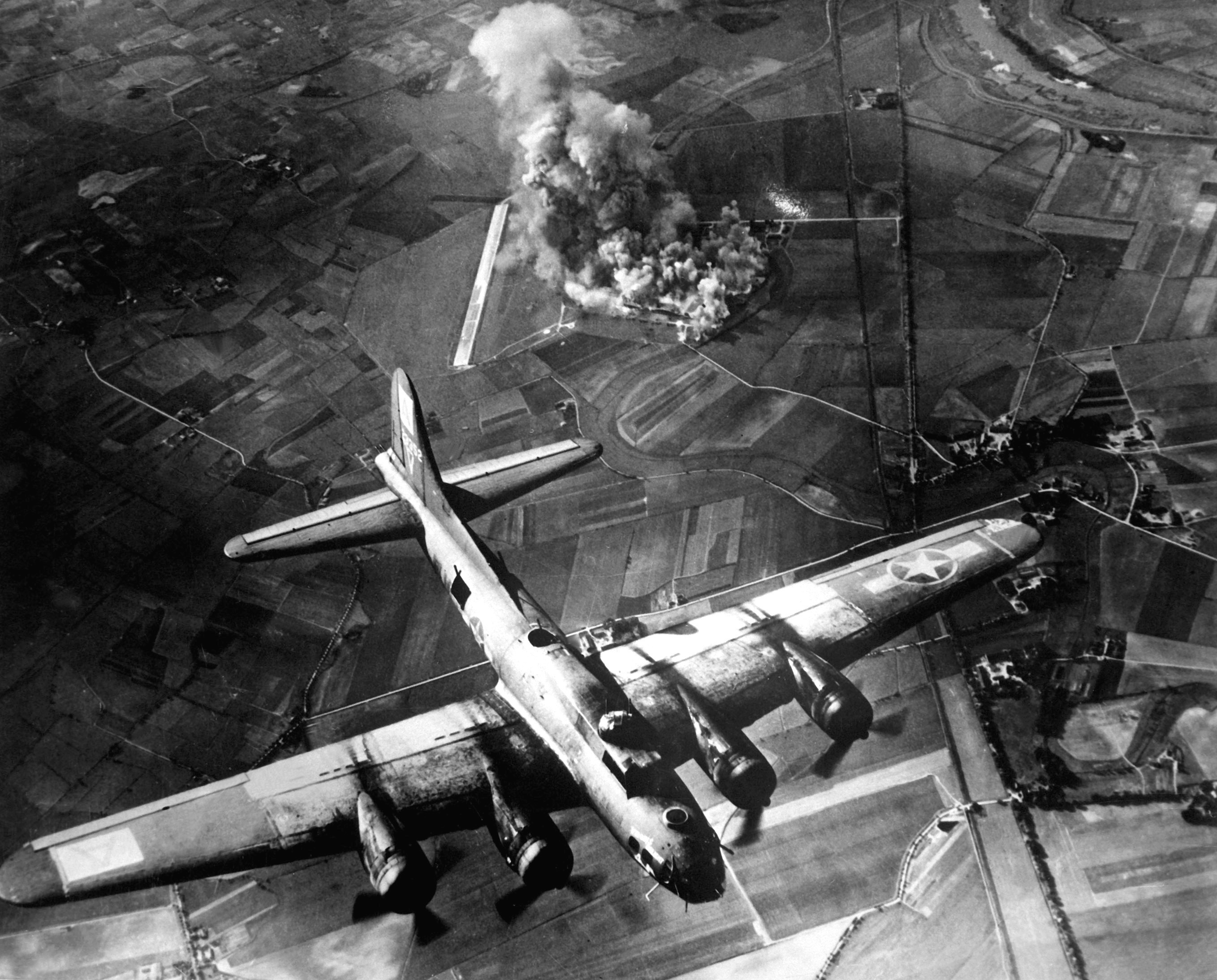
American 8-a Aeriene Boeing B-17 Flying Fortress bombardament pe Focke-Wulf fabrica din Germania, 9 octombrie 1943

Exploatând proastele decizii ale comandamentului american al Marinei, Marina Germană a devastat transporturile Aliaților⁠(d) de pe coasta americană a Atlanticului. Până în noiembrie 1941, forțele Commonwealth-ului au lansat o contraofensivă, Operațiunea Crusader⁠(d), în Africa de Nord, și a recâștigat tot ce cuceriseră germanii și italienii. În Africa de Nord, germanii au lansat o ofensivă în ianuarie, împingându-i pe britanici înapoi pe pozițiile de pe Linia Gazala până la începutul lunii februarie, după care a urmat o temporară acalmie de care Germania s-a folosit pentru a-și pregăti pentru viitoarele ofensive. Îngrijorările că japonezii ar putea folosi bazele Regimului de la Vichy din Madagascar i-au determinat pe britanici să invadeze insula⁠(d) la începutul lunii mai 1942. O ofensivă a Axei în Libia a forțat o retragere a Aliaților adânc în interiorul Egiptului, până când forțele Axei au fost oprite la El Alamein. Pe Continent, raidurile comandourilor aliate asupra unor obiective strategice, culminând cu dezastruosul raid de la Dieppe, au demonstrat incapacitatea Aliaților Occidentali de a lansa o invazie a Europei continentale, fără pregătire, echipamente, și securitate operațională bune.
În august 1942, Aliații au reușit să respingă un al doilea atac împotriva El Alameinului⁠(d) și, cu costuri ridicate, au reușit să livreze proviziile de care era disperată nevoie în Malta asediată⁠(d). Câteva luni mai târziu, Aliații au inițiat un atac propriu în Egipt, au dislocat forțele Axei și au început o înaintare spre vest, în Libia. Acest atac a fost urmat la scurt timp de debarcarea anglo-americană în Africa de Nord Franceză, care a dus la revenirea regiunii de partea Aliaților. Hitler a răspuns defecțiunii coloniei franceze ordonând ocupația Franței controlate de regimul de la Vichy⁠(d); deși forțele Vichy-ului nu s-au opus acestei încălcări a armistițiului, au reușit să-și saboteze flota⁠(d) pentru a împiedica capturarea sa de către forțele germane. Forțele Axei acum presate în Africa s-au retras în Tunisia, care a fost cucerită de către Aliați în mai 1943.
La începutul anului 1943, britanicii și americanii au început Ofensiva Combinată cu Bombardiere⁠(d), o campanie de bombardamente strategice împotriva Germaniei. Obiectivele au fost perturbarea economiei de război germane, reducerea moralului germanilor, și „dislocuirea⁠(d)” populației civilă.

### Aliații câștigă viteză (1943–44)

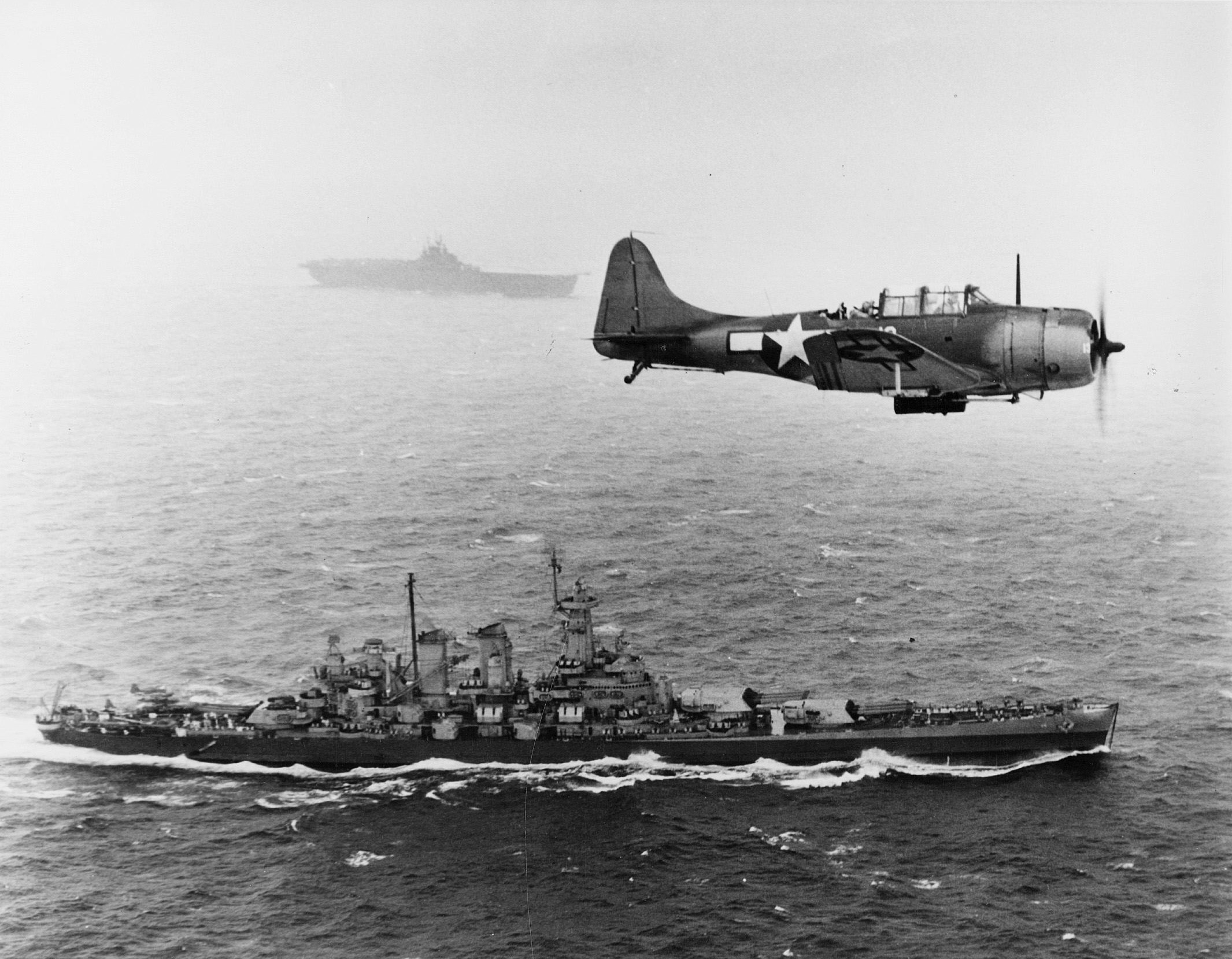
Avion al Marinei SUA zboară în patrulare deasupra USS Washington și USS Lexington în campania din Insulele Gilbert și Marshall, 1943

După Campania Guadalcanal, Aliații au inițiat mai multe operațiuni împotriva Japoniei în Pacific. În mai 1943, forțe canadiene și americane au fost trimise pentru a elimina forțele Japoneze din Insulele Aleutine⁠(d). Curând după aceea, cu sprijin din partea forțelor australiene și neozeelandeze, SUA a început operațiuni majore pentru a izola Rabaulul prin cucerirea insulelor din jur⁠(d), și penetrarea perimetrului japonez din Pacificul Central în Insulele Gilbert și Marshall⁠(d). Până la sfârșitul lunii martie 1944, Aliații au realizat ambele obiective, și au și neutralizat marea bază japoneză de la Truk⁠(d) din Insulele Caroline. În aprilie, Aliații au lansat o operațiune de recucerire a vestului Noii Guinei⁠(d).
În Uniunea Sovietică, și germanii și sovieticii au petrecut primăvara și începutul verii anului 1943 pregătindu-se de mari ofensive în Rusia centrală. La 4 iulie 1943, Germania a atacat forțele sovietice în jurul ieșindului Kursk. Într-o săptămână, forțele germane s-au epuizat împotriva fortificațiilor sovietice profund structurate și foarte bine construite și, pentru prima dată în război, Hitler a anulat operațiunea înainte ca aceasta să își îndeplinească obiectivele tactice sau operaționale. Această decizie a fost parțial afectată de invazia Siciliei de către Aliații occidentali, lansată la 9 iulie, care, combinată cu eșecurile italiene anterioare, au dus la înlăturarea și arestarea lui Mussolini mai târziu în acea lună. În iulie 1943, britanicii au incendiat Hamburgul⁠(d) ucigând peste 40.000 de oameni.

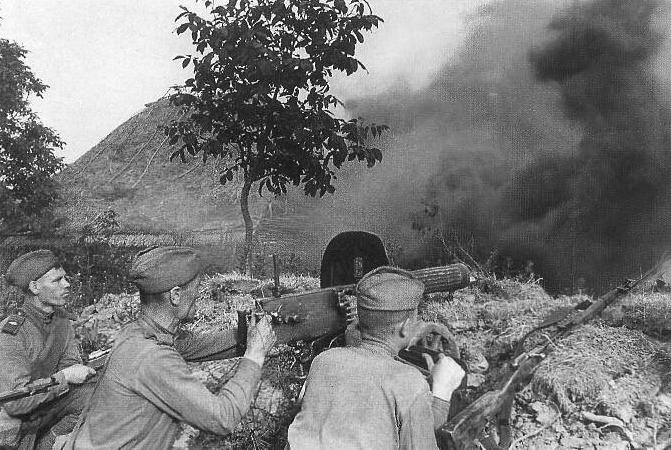
Armata roșie, în timpul Bătăliei de la Kursk, cea mai mare bătălie cisternă s-a luptat vreodată.

La 12 iulie 1943, sovieticii au lansat propria lor contraofensivă, risipind astfel orice șansă de victorie germană sau chiar impas în est. Victoria sovietică de la Kursk a marcat sfârșitul superiorității germane, oferind Uniunii Sovietice inițiativa pe Frontul de Est. Germanii au încercat să-și stabilizeze frontul de est de-a lungul liniei Panther-Wotan fortificate în grabă, dar sovieticii au penetrat-o la Smolensk și prin Ofensiva Niprului Inferior.
La 3 septembrie 1943, Aliații au invadat Italia continentală, după care Italia a semnat armistițiul cu Aliații. Germania a răspuns prin dezarmarea forțelor italiene, preluând controlul militar asupra unor zone din Italia, și de creând o serie de linii defensive. Forțele speciale germane l-au salvat apoi pe Mussolini, care curând a proclamat un nou stat-clientelar în Italia sub ocupație germană, numit Republica Socială Italiană, provocând un Război Civil Italian⁠(d). Aliații Occidentali au luptat prin mai multe linii până la atingerea principalei linii defensive germane⁠(d) la mijlocul lunii noiembrie.

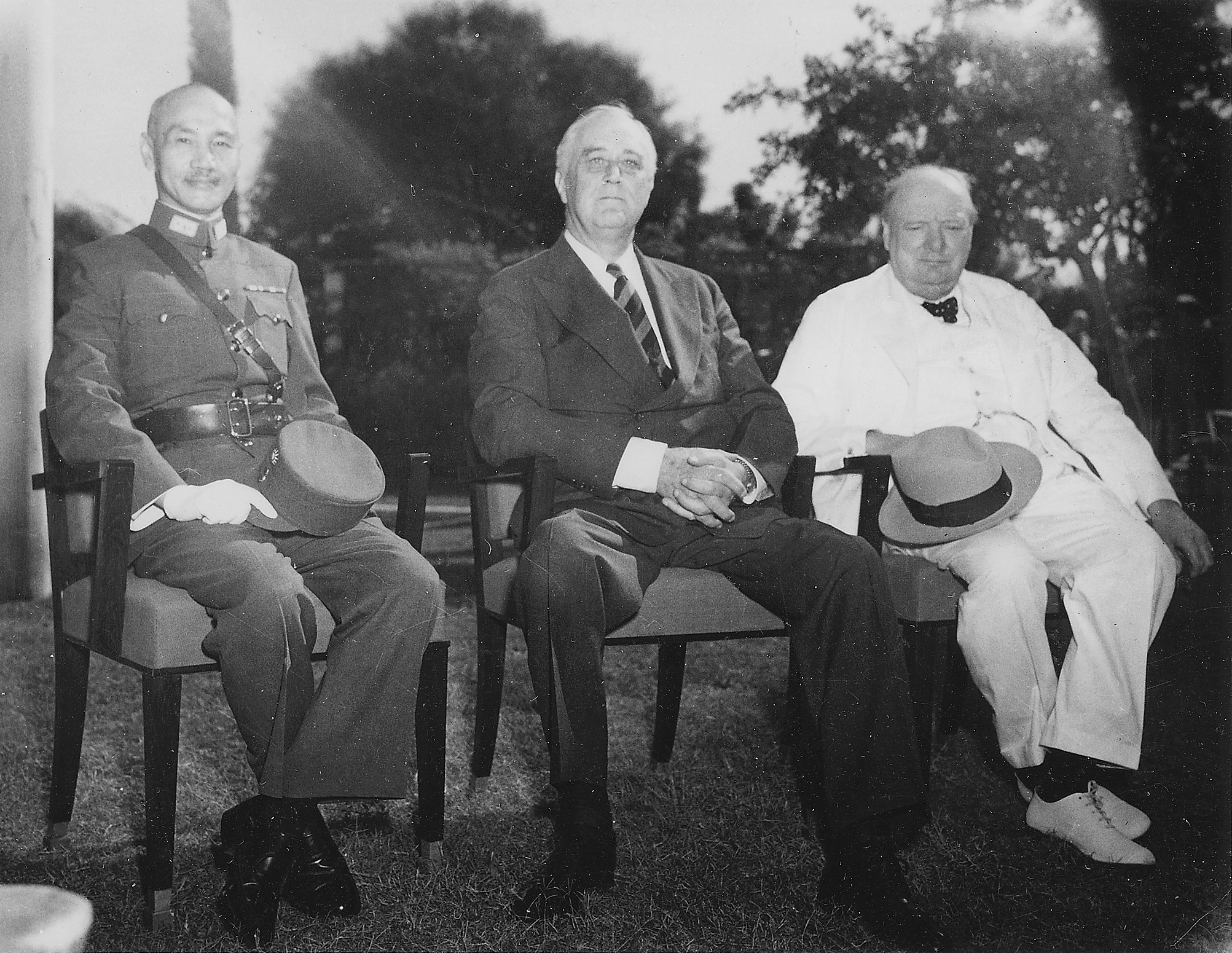
Liderii Aliaților de pe teatrul din Asia și Pacific: Generalul Chiang Kai-shek, Franklin D. Roosevelt și Winston Churchill la întâlnirea de la Conferința de la Cairo, 25 noiembrie 1943

Operațiunile germane din Atlantic au avut și ele de suferit. În mai 1943, după ce contramăsurile Aliaților au devenit efective⁠(d), având ca rezultat considerabile pierderi de submarine germane, campania navală din Atlantic a germanilor a trebuit să fie suspendată. În noiembrie 1943, Franklin D. Roosevelt și Winston Churchill s-a întâlnit cu Chiang Kai-shek la Cairo și apoi cu Iosif Stalin la Teheran. Prima conferință a hotărât retrocedarea postbelică a teritoriului japonez și a facilitat planificarea militară a Campaniei din Birmania⁠(d); cea de a doua a cuprins acordul că Aliații Occidentali vor invada Europa în 1944 și că Uniunea Sovietică va declara război Japoniei în termen de trei luni de la înfrângerea Germaniei.

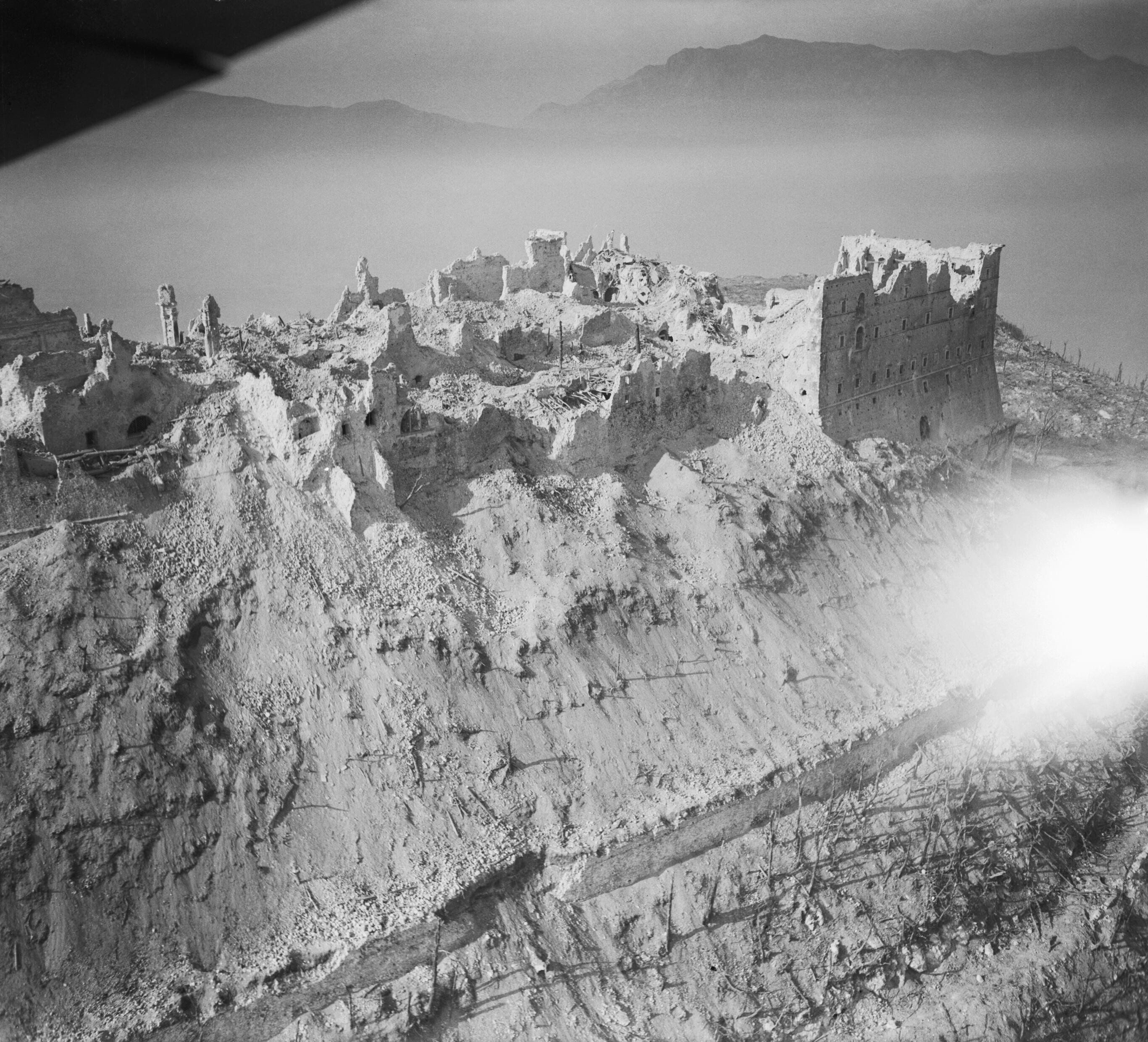
Ruinele mănăstirii benedictine, în timpul bătăliei de la Monte Cassino; Campania Italiană, mai 1944

Din noiembrie 1943, din timpul celor șapte săptămâni ai bătăliei de la Changde⁠(d), Chinezii au forțat Japonia să ducă un costisitor război de uzură, așteptând sprijin aliat. În ianuarie 1944, Aliații au lansat o serie de atacuri în Italia împotriva liniei de la Monte Cassino și a încercat să-l înconjoare prin debarcările de la Anzio. Până la sfârșitul lunii ianuarie, o mare ofensivă sovietică a îndepărtat trupele germane din regiunea Leningrad, încheind cel mai lung și cel mai mortal asediu din istorie⁠(d).
Ofensiva Sovietică ce a urmat⁠(d) a fost oprită la frontiera antebelică a Estoniei de Grupul de Armate Nord german sprijinit de estoni⁠(d) în speranța de restabilirii independenței naționale. Această întârziere a încetinit operațiunile sovietice ulterioare din regiunea Mării Baltice. Către sfârșitul lunii mai 1944, sovieticii au eliberat Crimeea, au îndepărtat în mare măsură armatele Axei din Ucraina, și au făcut incursiuni în România, care au fost respinse de trupele Axei. Ofensiva Aliaților din Italia a reușit și, cu costul permiterii retragerii mai multor divizii germane, pe 4 iunie, a cucerit Roma.
Aliații au avut succese în Asia continentală. În martie 1944, Japonezii au lansat prima din cele două invazii, o operațiune împotriva pozițiilor britanice de la Assam, India⁠(d) și în curând au asediat pozițiile Commonwealth-ului la Imphal⁠(d) și Kohima⁠(d). În mai 1944, forțele britanice au organizat o contraofensivă, care a împins trupele japoneze înapoi în Birmania, iar forțele Chineze care invadaseră nordul Birmaniei⁠(d) la sfârșitul anului 1943 au asediat trupele japoneze în Myitkyina⁠(d). A doua invazie japoneză⁠(d) a Chinei avea ca scop distrugerea principalelor forțe de luptă ale  Chinei, asigurarea căilor ferate între teritoriile ocupate de japonezi și capturarea aerodromurilor aliate. Până în luna iunie, japonezii au cucerit provincia Henan și au început un nou atac asupra Changshaului⁠(d) în provincia Hunan.

### Aliații se apropie (1944)

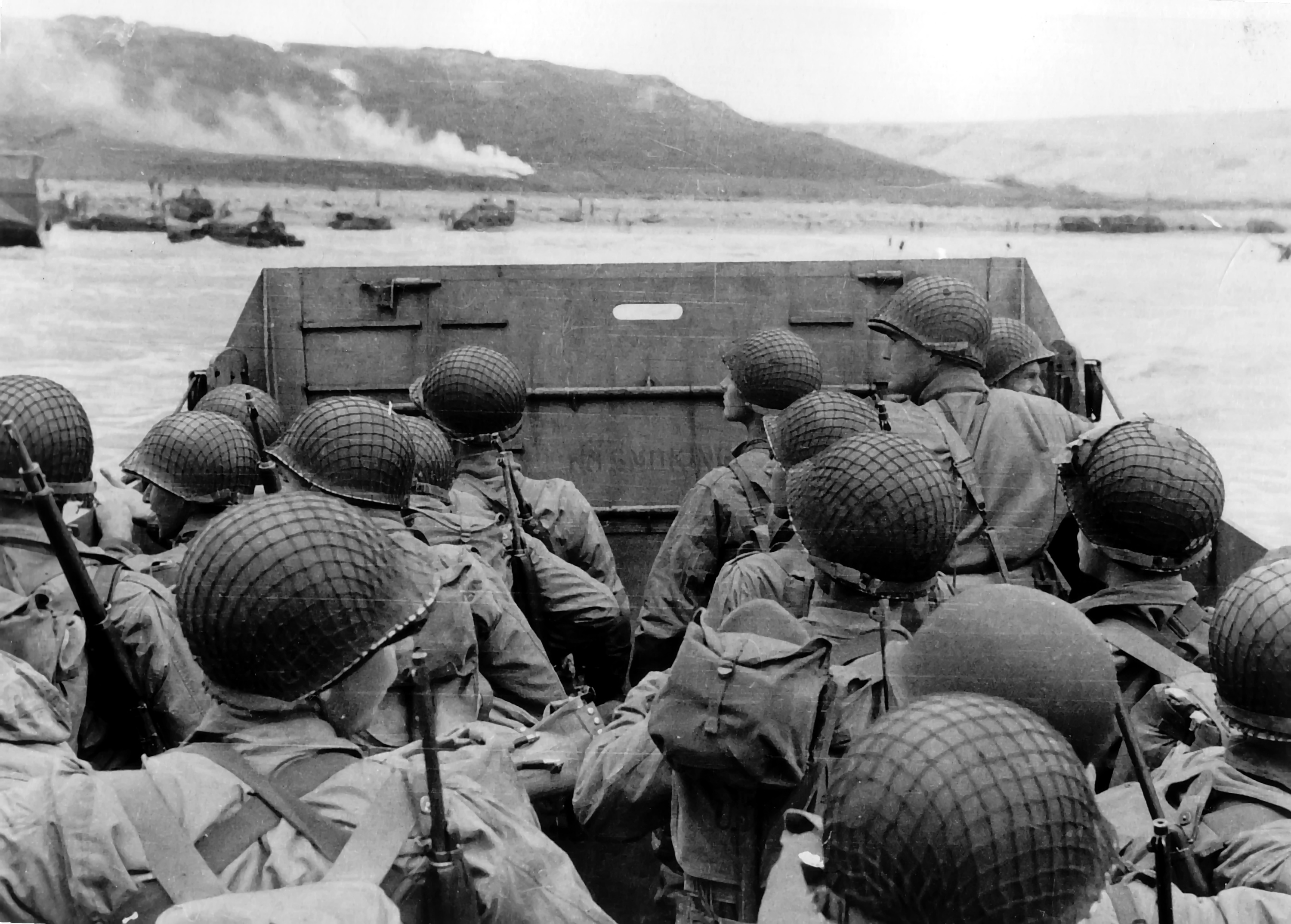
Trupele americane se apropie de Plaja Omaha, în timpul Invaziei Normandiei în Ziua Z, 6 iunie 1944

La 6 iunie 1944 (cunoscută sub numele de Ziua Z), după trei ani de presiuni sovietice, Aliații au invadat nordul Franței. După realocarea mai multor divizii aliate din Italia, ei au atacat și sudul Franței. Aceste debarcări au reușit și au dus la înfrângerea unităților Armatei Germane⁠(d) din Franța. Parisul a fost eliberat de rezistență locală asistată de Forțele Franceze Libere⁠(d), ambele conduse de generalul Charles de Gaulle, pe 25 august și Aliații Occidentali au continuat să împingă înapoi forțele germane în Europa de Vest în a doua parte a anului. O încercare de a avansa în nordul Germaniei, efectuată printr-o operațiune aeriană majoră din Țările de Jos nu a reușit. După aceea, Aliații Occidentali au împins încet în Germania, dar nu au reușit să traverseze râul Rur într-o mare ofensivă. Și în Italia, Aliații au încetinit ca urmare a întâlnirii ultimei linii defensive majore germane⁠(d).
Pe 22 iunie, sovieticii au lansat o ofensivă strategică în Belarus („Operațiunea Bagration”) care a distrus aproape complet Grupul de Armate Centru. Curând după aceea o altă ofensivă sovietică strategică⁠(d) a obligat trupele germane să se retragă din Ucraina de Vest și Polonia de Est. Înaintarea sovietică a determinat forțele de rezistență din Polonia să declanșeze mai multe revolte împotriva ocupației germane. Cu toate acestea, cea mai mare dintre acestea, cea de la Varșovia, unde soldații germani au masacrat 200.000 de civili, și o revoluție națională în Slovacia, nu au primit sprijin sovietic și au fost ulterior suprimate de către germani. Ofensiva strategică a Armatei Roșii în estul României a izolat și a distrus considerabilele trupele germane de acolo⁠(d) și a declanșat o lovitură de stat reușită în România și apoi o alta în Bulgaria⁠(d), care s-au soldat cu trecerea celor două țări de partea Aliaților.

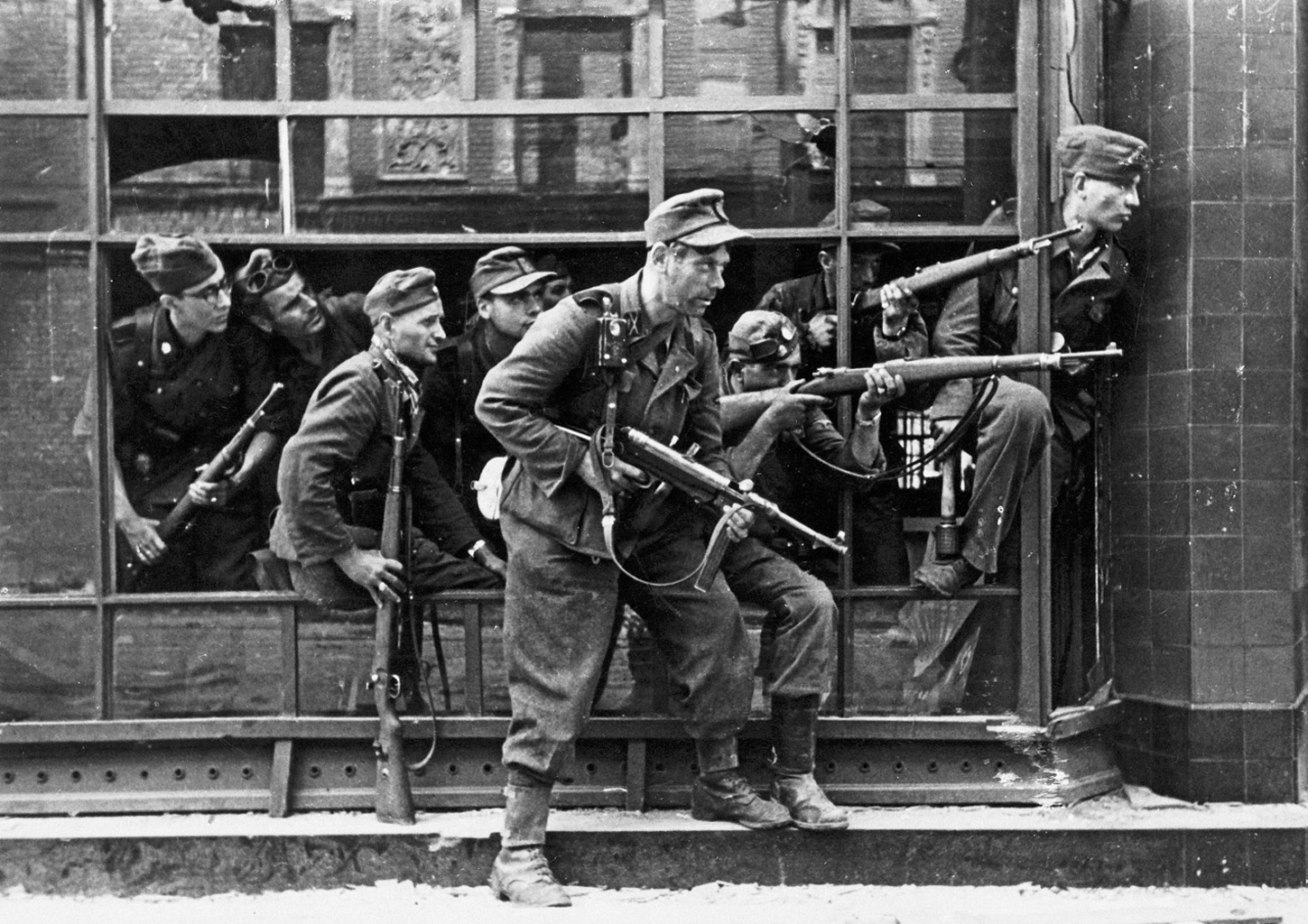
Soldați SS germani din, însărcinate cu suprimarea Revoltei din Varșovia, împotriva ocupației naziste, august 1944

În septembrie 1944, trupele sovietice au avansat in Iugoslavia și au forțat retragerea rapidă a Grupurilor de Armate E⁠(d) și F⁠(d) în Grecia⁠(d), Albania și Iugoslavia pentru a le salva de la a fi încercuite. În acest moment, partizanii sub conducerea mareșalului comunist Iosip Broz Tito, care duceau încă din 1941 o campanie de gherilă din ce în ce mai eficientă împotriva ocupației, controlau o mare parte din teritoriul Iugoslaviei și erau angajate în întârzierea eforturilor împotriva forțelor germane din sud. În nordul Serbiei, Armata Roșie, cu susținere limitată din partea bulgarilor, a fost asistată de partizani într-un efort comun de eliberare a capitalei Belgrad, la 20 octombrie. Câteva zile mai târziu, cu sprijinul noului aliat din România, sovieticii au lansat un atac masiv⁠(d) împotriva Ungariei ocupate de germani, care a durat până la căderea Budapestei în februarie 1945. Spre deosebire de impresionantele victorii sovietice din Balcani, rezistența finlandeză împotriva ofensivei sovietice din istmul Karelia i-a împiedicat pe sovietici să ocupare Finlanda și au condus la un armistițiu sovieto-finlandez în condiții relativ favorabile, deși Finlanda a fost nevoită să lupte apoi împotriva fostului său aliat.
La începutul lunii iulie 1944, forțele Commonwealth-ului în Asia de Sud-Est au respins asedile japoneze din Assam, împingându-i până la râul Chindwin⁠(d) în timp ce chinezii au capturat Myitkyina. În China, japonezii au avut mai multe succese, cucerind în cele din urmă Changsha la mijlocul lunii iunie și orașul Hengyang⁠(d) până la începutul lunii august. Curând după aceea, au invadat provincia Guangxi, câștigând bătălii importante împotriva forțelor chineze la Guilin și Liuzhou⁠(d) către sfârșitul lunii noiembrie și făcând joncțiunea între forțele lor în China și Indochina până la jumătatea lunii decembrie.
În Pacific, forțele americane au continuat să preseze din nou perimetrul japonez. La mijlocul lunii iunie 1944, și-au început ofensiva împotriva Insulelor Mariane și Palau⁠(d), și au învins decisiv forțele japoneze în bătălia din Marea Filipinelor. Aceste înfrângeri au dus la demisia prim-ministrului japonez, Hideki Tōjō, și au adus Statelor Unite baze aeriene pentru a lansa atacuri intensive cu bombardiere grele asupra Arhipelagului Japonez. La sfârșitul lunii octombrie, forțele americane au invadat insula filipineză Leyte⁠(d); curând după aceea, forțele navale aliate au obținut o altă mare victorie în bătălia din Golful Leyte, una dintre cele mai mari bătălii navale din istorie.

### Prăbușirea Axei, victoria Aliaților (1944–45)

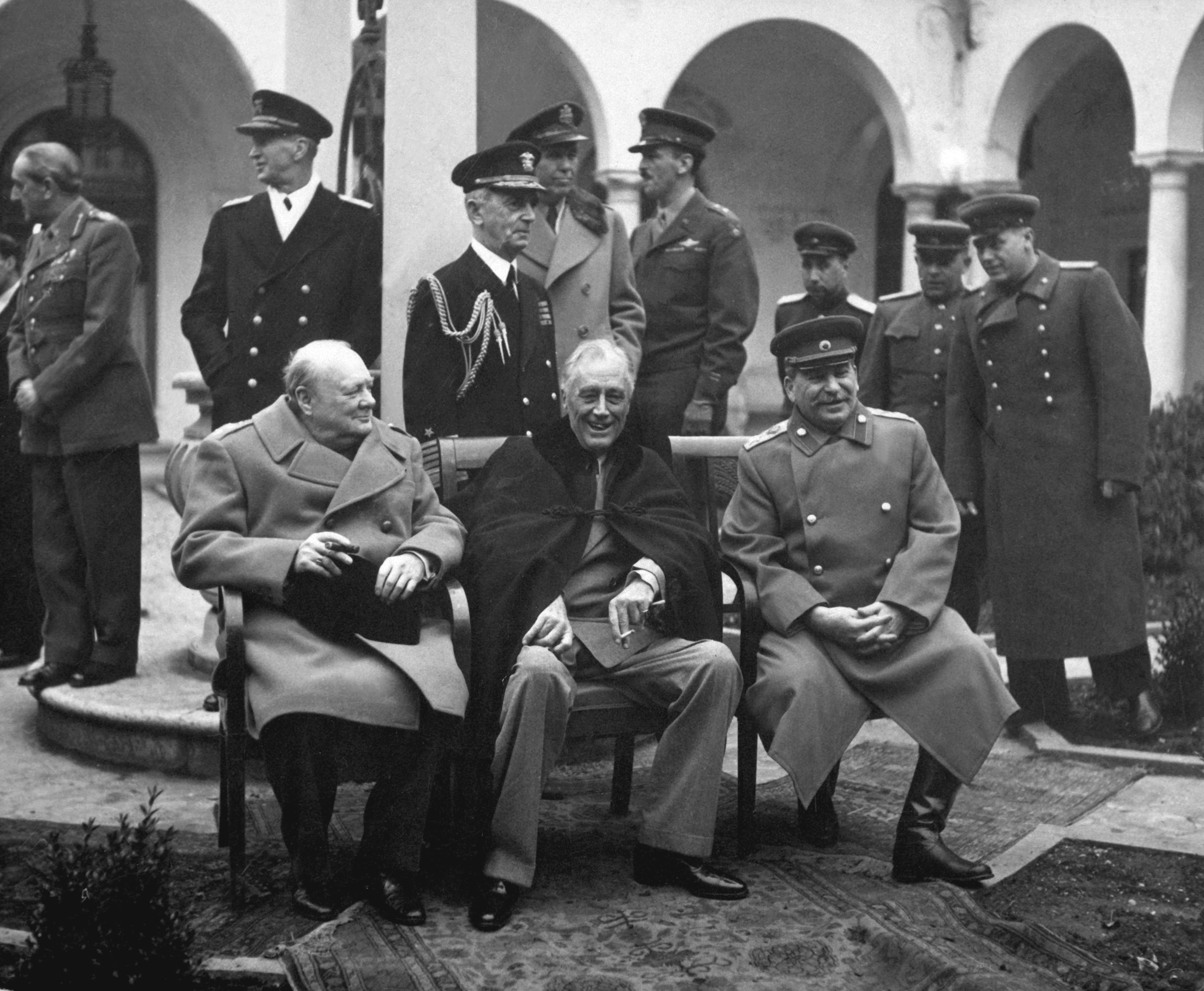
Conferința de la Ialta a avut loc în februarie 1945, între Winston Churchill, Franklin D. Roosevelt și Iosif Stalin

La 16 decembrie 1944, Germania a făcut o ultimă încercare de a ține Frontul de Vest folosind cele mai multe dintre rezervele rămase pentru a lansa o masivă contra-ofensivă în Ardeni încercând să-i despartă pe Aliații Occidentali, să încercuiască porțiuni mari din trupele acestora și să captureze principalul lor port de aprovizionare, Anvers, în scopul de a putea negocia o pace. Prin ianuarie, ofensiva a fost respinsă fără a-și îndeplini obiectivele strategice. În Italia, Aliații Occidentali au ajuns la un impas cu linia germană de apărare. La mijlocul lunii ianuarie 1945, rușii și polonezii au atacat în Polonia, împingând de la Vistula până la Odra în Germania, și au invadat Prusia Orientală⁠(d). Pe 4 februarie, liderii SUA, Regatului Unit și uniunii Sovietice s-au întâlnit la conferința de la Ialta. Ei au convenit asupra ocupației Germaniei după război, și asupra momentului când Uniunea Sovietică va intra în război și împotriva Japoniei.
În februarie, sovieticii au pătruns în Silezia⁠(d) și Pomerania⁠(d), în timp ce Aliații Occidentali au intrat în Germania de vest și au închis Rinul. Prin martie, Aliații au traversat Rinul la nord⁠(d) și sud de Ruhr⁠(d), încercuind Grupul de Armate B German⁠(d), în timp ce sovieticii înaintau către Viena. La începutul lunii aprilie, Aliații Occidentali au început să înainteze și în Italia⁠(d) și au înaintat rapid prin vestul Germaniei, în timp ce forțele sovietice și poloneze au luat cu asalt Berlinul la sfârșitul lunii aprilie. Forțele americane și sovietice s-au întâlnit la râul Elba⁠(d) pe 25 aprilie. Pe 30 aprilie 1945, a fost capturat Reichstagul, ceea ce a însemnat înfrângerea militară a Germaniei Naziste.
În această perioadă au avut loc mai multe schimbări la conducerea țărilor. Pe 12 aprilie, președintele Roosevelt a murit și a fost înlocuit de Harry Truman. Benito Mussolini a fost ucis de partizanii italieni pe 28 aprilie. Două zile mai târziu, Hitler s-a sinucis și locul lui a fost luat de amiralul Karl Dönitz.

Reichstagul german după capturarea sa de către Aliați, la 3 iunie 1945

Forțele germane au capitulat în Italia pe 29 aprilie. Capitularea totală și necondiționată a fost semnată pe 7 mai și a intrat în vigoare înaintea sfârșitului zilei de 8 mai. Grupul de Armate Centru German a rezistat în Praga până la 11 mai.
Pe Teatrul din Pacific, forțele americane, însoțite de forțele Comunității Filipineze⁠(d) au înaintat în Filipine⁠(d), cucerind Leyte⁠(d) până la sfârșitul lunii aprilie 1945. Ele au debarcat pe Luzon⁠(d) în ianuarie 1945 și au recucerit Manila⁠(d) în martie, după o luptă care a transformat orașul în ruine. Lupta a continuat pe Luzon, pe Mindanao⁠(d), și pe alte insule din Filipine până la sfârșitul războiului⁠(d). Între timp, Forțele Aeriene ale Statelor Unite⁠(d) (USAAF) distrugeau orașe strategice și populate din Japonia, într-un efort de a distruge industria de război japoneză și moralul civililor. În noaptea de 9-10 martie, bombardiere B-29 ale USAAF au lovit Tokyo⁠(d) cu mii de bombe incendiare⁠(d), care au ucis peste 100.000 de civili și au distrus 42 de mile pătrate în doar câteva ore. În următoarele cinci luni, USAAF a incendiat în total 67 de orașe japoneze⁠(d), ucigând 393.000 de civili și distrugând 65% din zonele construite.

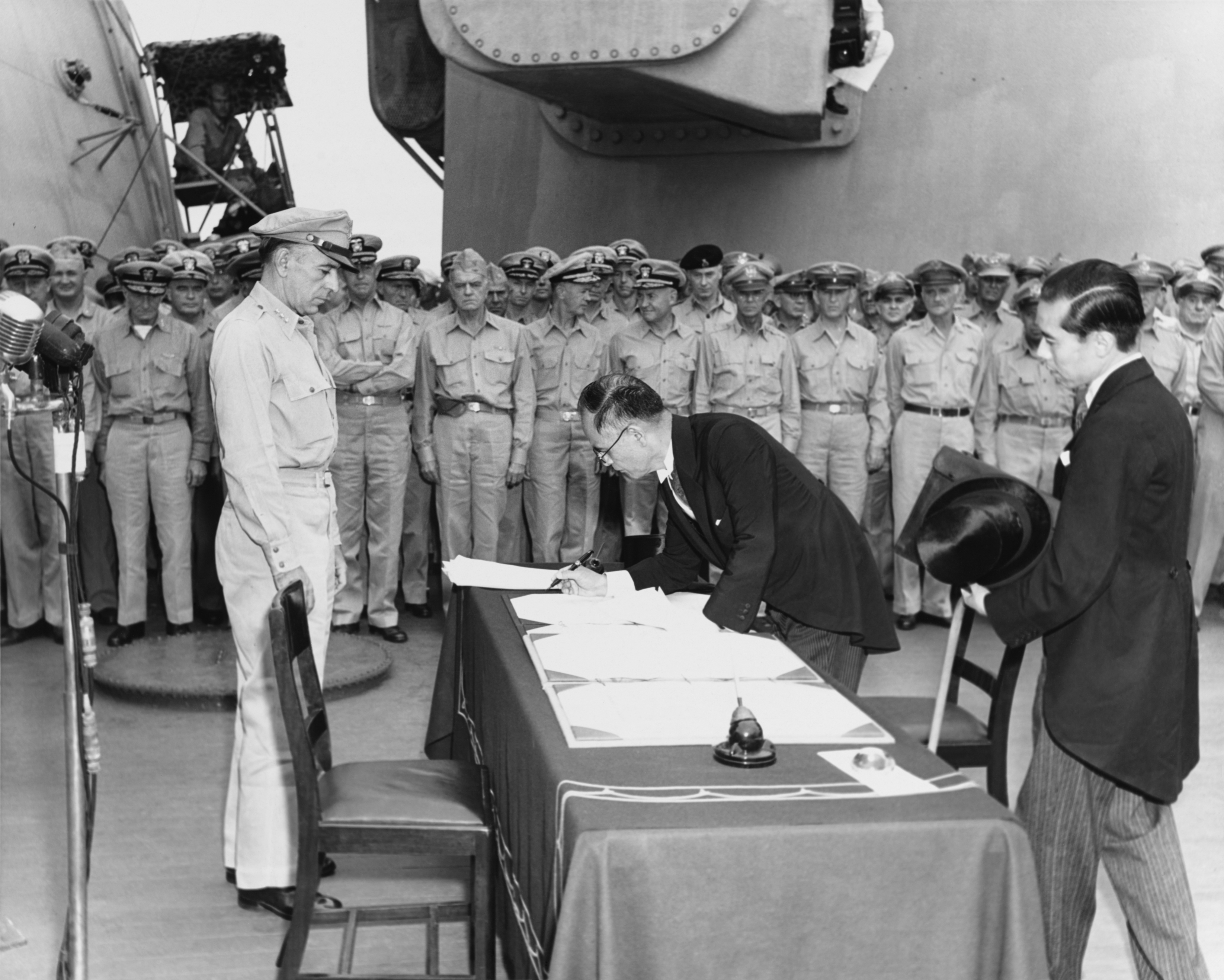
Ministrul de externe Mamoru Shigemitsu semnează actul capitulării Japoniei la bordul USS Missouri, 2 septembrie 1945

În mai 1945, trupele australiene au debarcat în Borneo⁠(d), înaintând peste terenurile petrolifere de acolo. Forțele britanice, americane și chineze au învins forțele japoneze în nordul Birmaniei⁠(d) în martie, iar britanicii au împins mai departe, ajungând la Rangoon pe 3 mai. Forțele chineze au început să contraatace în bătălia Hunanului de Vest⁠(d), care a avut loc între 6 aprilie și 7 iunie 1945. Forțele navale și amfibii americane s-au îndreptat și ele spre Japonia, cucerind Iwo Jima prin martie și Okinawa până la sfârșitul lunii iunie. În același timp, submarinele americane au întrerupt⁠(d) importurile japoneze, reducând drastic capacitatea Japoniei de a-și aproviziona forțele de peste mări.
La 11 iulie, liderii Aliați s-au întâlnit la Potsdam, Germania. Ei au confirmat acordurile anterioare despre Germania, și au reiterat cererea de capitulare necondiționată a tuturor forțele japoneze, în special afirmând că „alternativa pentru Japonia este distrugerea imediată și totală”. În timpul acestei conferințe, au avut loc alegeri generale în Regatul Unit⁠(d), și Clement Attlee l-a înlocuit pe Churchill ca prim-ministru.
Aliații au cerut capitularea necondiționată a Japoniei în Declarația de la Potsdam⁠(d) din 27 iulie, dar guvernul Japonez a respins apelul. La începutul lunii august, USAAF a aruncat bombe atomice asupra orașelor japoneze Hiroshima și Nagasaki. Aliații au justificat bombardamentele atomice ca o necesitate militară, pentru a evita invadarea insulelor Japoneze⁠(d), care ar fi costat viețile a între 250.000–500.000 de militari aliați și a milioane de soldați și civili japonezi. Între cele două bombardamente, în conformitate cu acordul de la Ialta, sovieticii au invadat Manciuria ocupată de japonezi și au învins rapid Armata Kwantung⁠(d), cea mai mare forță combatantă japoneză. Armata Roșie a capturat și Insula Sahalin, și Insulele Kurile. Pe 15 august 1945, Japonia a capitulat, actul capitulării fiind semnat în cele din urmă pe puntea vasului american de război USS Missouri, la 2 septembrie 1945.

## Urmări

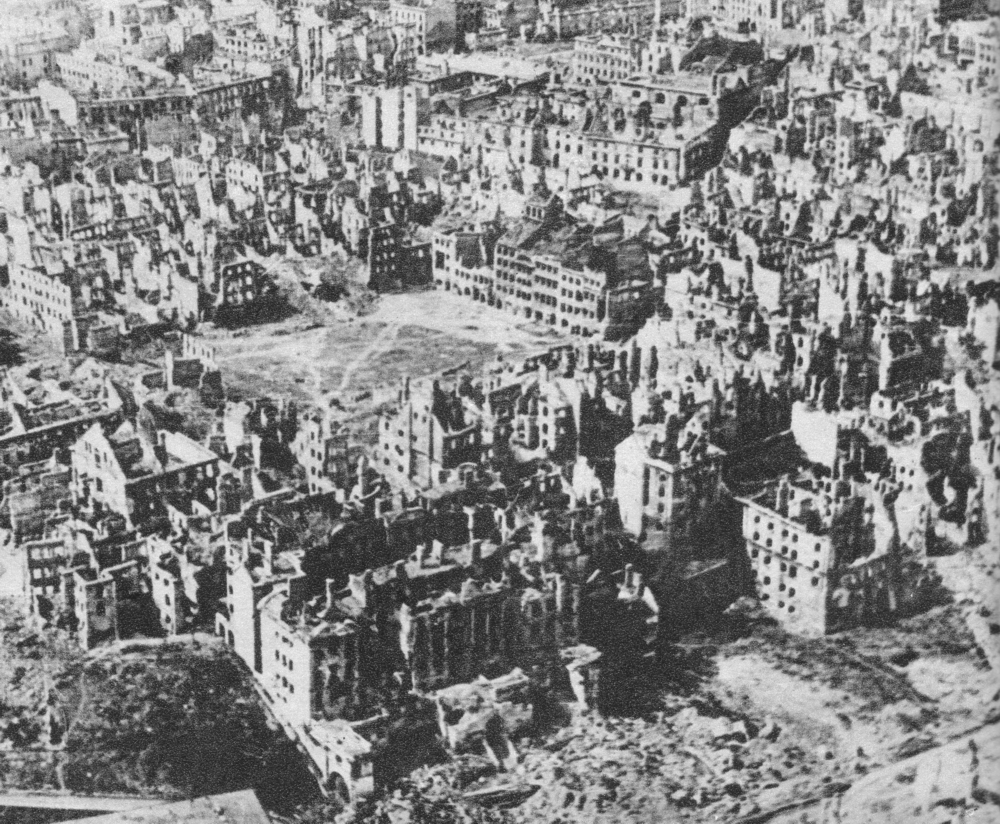
Ruinele Varșoviei, în ianuarie 1945, după de către forțele germane de ocupație

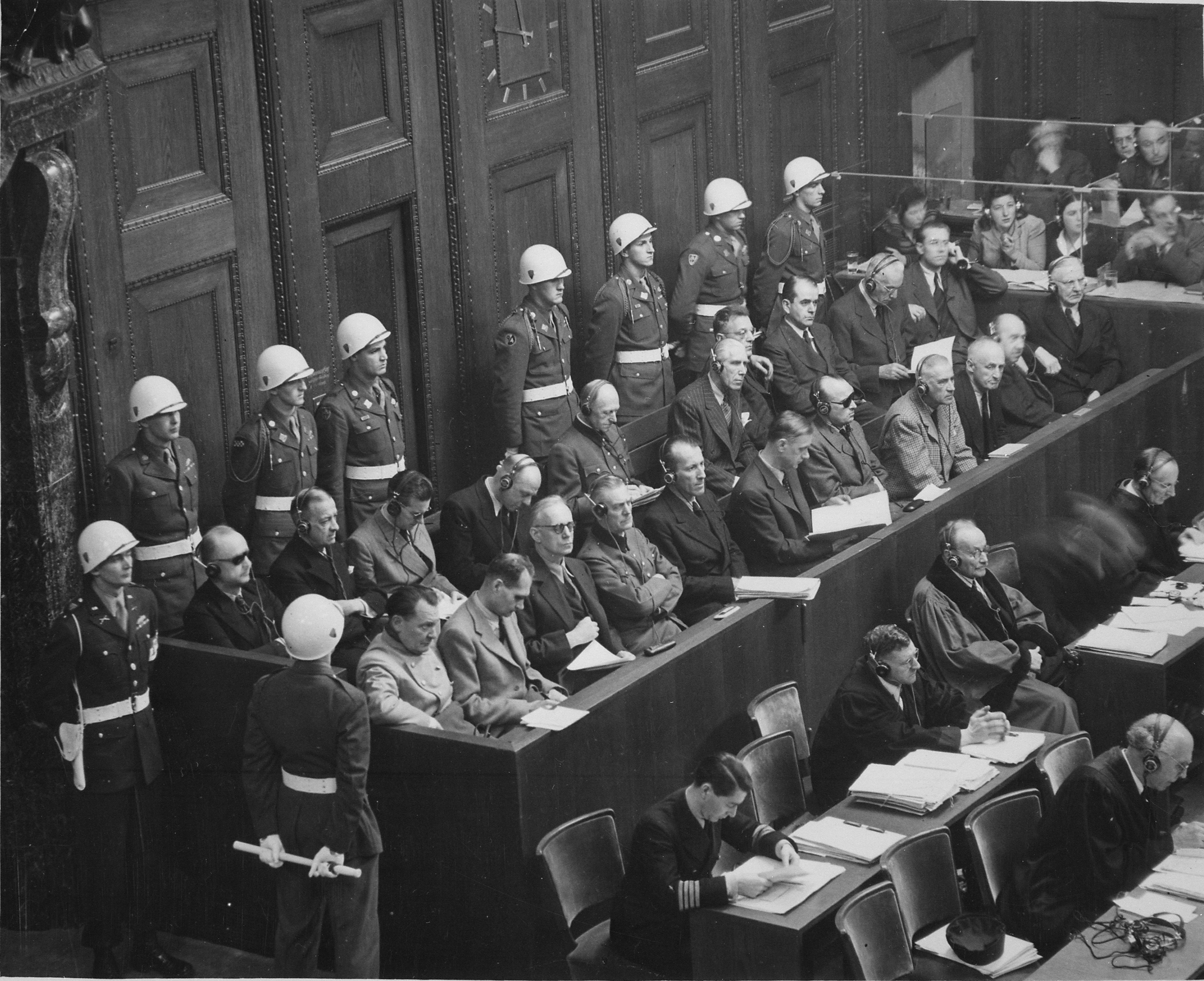
Inculpații de la Nürnberg. Forțele Aliate au organizat procese în care au fost acuzați membri ai conducerii politice, militare, judiciare și economice a Germaniei Naziste.

Aliații au instaurat administrații de ocupație în Austria și Germania. Prima a devenit stat neutru, nealiniat cu vreun bloc politic. Cea din urmă a fost împărțită în zone de ocupație de est și de vest controlate de către Aliații Occidentali și, respectiv, Uniunea Sovietică. Un program de denazificare în Germania a condus la urmărirea penală a criminalilor de război naziști și la eliminarea foștilor naziști la putere, deși această politică s-a transformat treptat spre una de amnistie și de reintegrare a foștilor naziști în societatea vest-germană.
Germania a pierdut un sfert din teritoriul dinainte de război (1937). Printre teritoriile de est, Silezia, Neumark⁠(d) și mare parte din Pomerania au fost preluate de către Polonia, Prusia de Est a fost împărțită între Polonia și URSS, urmată de expulzarea a 9 milioane de germani din aceste provincii, precum și de expulzarea a 3 milioane de germani din Regiunea Sudetă din Cehoslovacia în Germania. Prin anii 1950, fiecare al cincilea vest-german era un refugiat din est. Uniunea Sovietică a anexat și provinciile poloneze de la est de linia Curzon, din care au fost expulzați 2 milioane de polonezi; nord-estul României, părți din Finlanda de est, și cele trei state baltice au fost și ele încorporate în URSS.
Într-un efort de a menține pacea, Aliații au format Națiunile Unite, care a luat ființă oficial pe 24 octombrie 1945, și a adoptat Declarația Universală a Drepturilor Omului din 1948 ca un standard comun pentru toate țările membre. Marile puteri învingătoare în război — Statele Unite ale Americii, Uniunea Sovietică, China, Regatul Unit și Franța — au devenit membri permanenți ai Consiliului de Securitate al ONU. Cei cinci membri permanenți rămân aceeași și în prezent, deși au fost două schimbări de locuri, între Republica China și Republica Populară Chineză, în 1971, și între Uniunea Sovietică și statul ei succesor, Federația Rusă, după destrămarea Uniunii Sovietice. Alianța dintre Aliații Occidentali și Uniunea Sovietică a început să se deterioreze chiar înainte de terminarea războiului.
Germania a fost de facto împărțită, și au apărut două state independente, Republica Federală Germania și Republica Democrată Germană în granițele zonelor de ocupație aliată și, respectiv, sovietică. Restul Europei a fost, de asemenea, împărțit în sfere de influență occidentală și sovietică. Majoritatea țărilor din Europa Centrală și de Est au căzut în sfera sovietică, ceea ce a condus la instaurarea de regimuri comuniste, cu sprijin total sau parțial al autorităților sovietice de ocupație. Ca urmare, Polonia, Ungaria, Germania de Est, Cehoslovacia, România și Albania au devenit state satelit ale URSS. Iugoslavia comunistă a dus o politică complet independentă, provocând tensiuni cu URSS.
Diviziunea postbelică a lumii a fost formalizată de către două alianțe militare  internaționale, NATO (în frunte cu Statele Unite) și Pactul de la Varșovia (controlat de URSS); lunga perioadă de tensiuni politice și de competiție militară între acestea, Războiul Rece, avea să fie însoțită de o cursă a înarmărilor și războaie prin intermediari.
În Asia, Statele Unite au ocupat Japonia și au administrat fostele insule japoneze din Pacificul de Vest⁠(d), în timp ce sovieticii au anexat Sahalinul și Insulele Kurile. Coreea, fostă sub dominație japoneză, a fost divizată și ocupată⁠(d) de către Uniunea Sovietică în Nord și de SUA, în Sud, între 1945 și 1948. S-au proclamat republici separate de cele două părți ale paralelei 38 în 1948, fiecare pretinzând a fi guvernul legitim pentru toată Coreea, ceea ce a condus în cele din urmă la Războiul din Coreea.

Expansiunea teritorială postbelică a sovieticilor a dus la modificări de frontieră în Europa Centrală, la crearea unui Bloc Comunist și la începutul Războiului Rece

În China, naționaliștii și forțele comuniste au reluat războiul civil în iunie 1946. Forțele comuniste au fost victorioase și au proclamat Republica Populară Chineză în China continentală, în timp ce forțele naționaliste s-au retras în Taiwan în 1949. În Orientul Mijlociu, respingerea de către statele arabe a Planului ONU de Împărțire a Palestinei⁠(d) și înființarea Israelului a marcat escaladarea conflictului arabo-israelian. Puterile europene au încercat să-și păstreze,  parțial sau total, imperiile coloniale, însă pierderile e prestigiu și de resurse în timpul războiului au făcut acest lucru imposibil, ceea ce a dus la decolonizare⁠(d).
Economia globală a suferit puternic de pe urma războiului, deși țările participante au fost afectate diferit. SUA a ieșit din război mult mai bogată decât orice altă națiune; acolo a avut loc un baby boom⁠(d) și în 1950 produsul intern brut pe cap de locuitor era mult mai mare decât al oricărei alte puteri, ea dominând economia mondială. Regatul Unit și SUA au urmărit o politică de dezarmare industrială a Germaniei de Vest în anii 1945-1948. Din cauza interdependențelor comerciale internaționale, acest lucru a dus la stagnarea economică a Europei și la întârzierea redresării economice europene.
Revenirea a început cu reforma monetară din Germania de Vest de la jumătatea anului 1948, și a fost accelerată de liberalizarea politicii economice europene cauzată, direct și indirect, de Planul Marshall (1948-1951). Revenirea economică vest germană de după 1948 a fost numită miracolul economic german⁠(d). Italia a cunoscut și ea o explozie economică⁠(d) iar economia franceză s-a redresat⁠(d). Prin contrast, Regatul Unit a rămas într-o stare de ruină economică, și, deși a primit un sfert din totalul asistenței prin Planul Marshall, mai mult decât orice altă țară europeană, a continuat o relativă scădere economică timp de zeci de ani.
În ciuda enorme pierderi umane și materiale, Uniunea Sovietică a experimentat, de asemenea, o creștere rapidă a producției în perioada imediat de după război. Japonia a avut o creștere economică incredibil de rapidă⁠(d), devenind una dintre cele mai puternice economii din lume în anii 1980. China a revenit la producția industrială dinaintea războiului în 1952.

## Impactul

### Victime și crime de război

Numărul morților în al Doilea Război Mondial

Estimările numărului total de victime ale războiului sunt diferite, deoarece multe decese au rămas neînregistrate. Cele mai multe sugerează că au murit aproximativ 60 de milioane de oameni în război, dintre care aproximativ 20 de milioane de militari⁠(d) și 40 de milioane de civili.
Mulți dintre civili au murit din cauza genocidelor deliberate, a masacrelor, bombardamentelor masive, a bolilor și foametei⁠(d).
Uniunea Sovietică a pierdut aproximativ 27 de milioane de oameni în timpul războiului, dintre care 8,7 milioane de militari și 19 milioane de civili morți. Cea mai mare parte din militarii morți au fost 5,7 milioane de etnici ruși, urmat de 1,3 milioane de etnici ucraineni. Un sfert din populația Uniunii Sovietice a fost rănită sau ucisă. Germania a suferit pierderea a 5,3 milioane de oameni în luptă, mai ales pe Frontul de Est și în timpul ultimei bătălii din Germania.
Din numărul total de decese în al Doilea Război Mondial, aproximativ 85%—cea mai mare parte sovietici și chinezi—au fost de partea Aliaților și 15% au fost de partea Axei. Multe dintre aceste decese au fost cauzate de crime de război comise de forțele germane și de cele japoneze⁠(d) în teritoriile ocupate. Între 11 și 17 milioane de civili au murit ca urmare, fie directăm fie indirectă, a politicilor ideologice naziste, intre care genocidul sistematic a aproximativ 6 milioane de evrei în Holocaust, împreună cu încă 5 până la 6 milioane de etnici polonezi și alți slavi (inclusiv ucraineni și belaruși)—romi, homosexuali⁠(d), și alte grupuri etnice și minoritare. Sute de mii (estimări diferite) de etnici sârbi, împreună cu romi și evrei, au fost uciși de Ustașii aliniați cu Axa în Iugoslavia, iar după ce s-a încheiat războiul s-au comis și crime de răzbunare⁠(d).

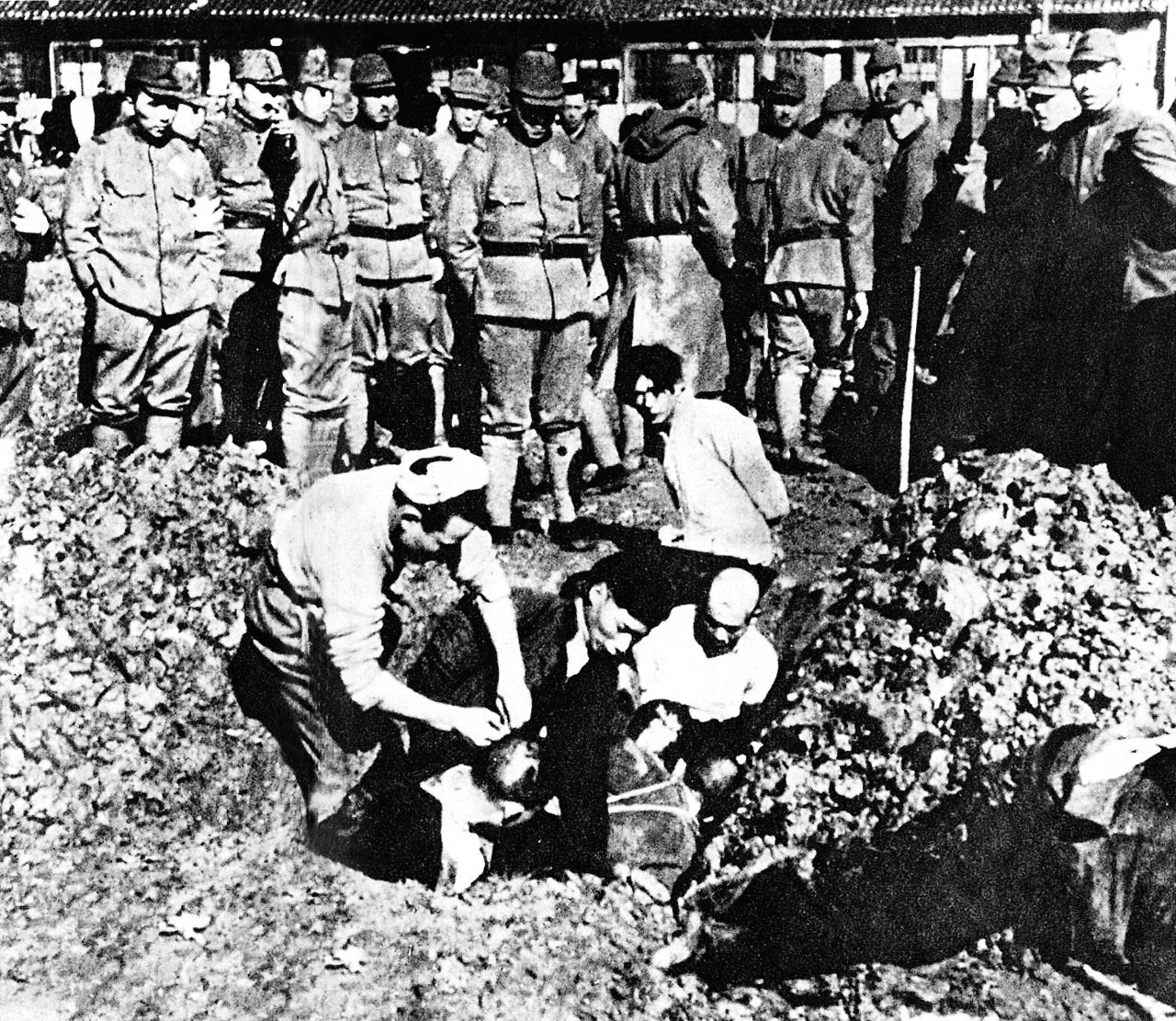
Civili chinezi îngropați de vii de către soldații Armatei Imperiale Japoneze, în masacrul de la Nanking, decembrie 1937

În Asia și Pacific, între 3 milioane și peste 10 milioane de civili, cea mai mare parte chinezi (circa 7,5 milioane), au fost uciși de către forțele de ocupație japoneze. Cea mai cunoscută atrocitate japoneză a fost masacrul de la Nanking, în care între cincizeci și trei sute de mii de civili chinezi au fost violați și uciși. Mitsuyoshi Himeta a raportat că Sankō Sakusen⁠(d) a făcut 2,7 milioane de victime. Generalul Yasuji Okamura⁠(d) a pus această politică în aplicare în Heipei și Shantung.
Forțele Axei au utilizat arme biologice și chimice. Armata Imperială Japoneză a folosit diverse astfel de arme în timpul invaziei și ocupației Chinei (vezi Unitatea 731) și la începutul conflictelor cu sovieticii. Atât germanii, cât și japonezii au testat⁠(d) astfel de arme împotriva civililor și, uneori, pe prizonierii de război.
Uniunea Sovietică a fost responsabilă pentru masacrul de la Katyn a 22.000 de ofițeri polonezi, și cu încarcerarea sau executarea a mii de deținuți politici de către NKVD, în statele Baltice, Polonia de est⁠(d), și Basarabia ocupate de către Armata Roșie.
Bombardarea masivă a zonelor civile, în special în orașele Varșovia⁠(d), Rotterdam și Londra; inclusiv atacurile aeriene asupra spitalelor și a refugiaților de către aviația germană, împreună cu bombardarea orașului Tokyo⁠(d), și a orașelor germane Dresda, Hamburg⁠(d) și Köln⁠(d) de către Aliații Occidentali pot fi considerate crime de război. Acestea din urmă au dus la distrugerea a peste 160 de orașe și la moartea a peste 600.000 de civili germani. Cu toate acestea, la acea dată nu exista nicio legislație internațională umanitară explicită sau măcar cutumiară⁠(d) cu privire la războiul aerian.

### Lagărele de concentrare, munca forțată și genocidele

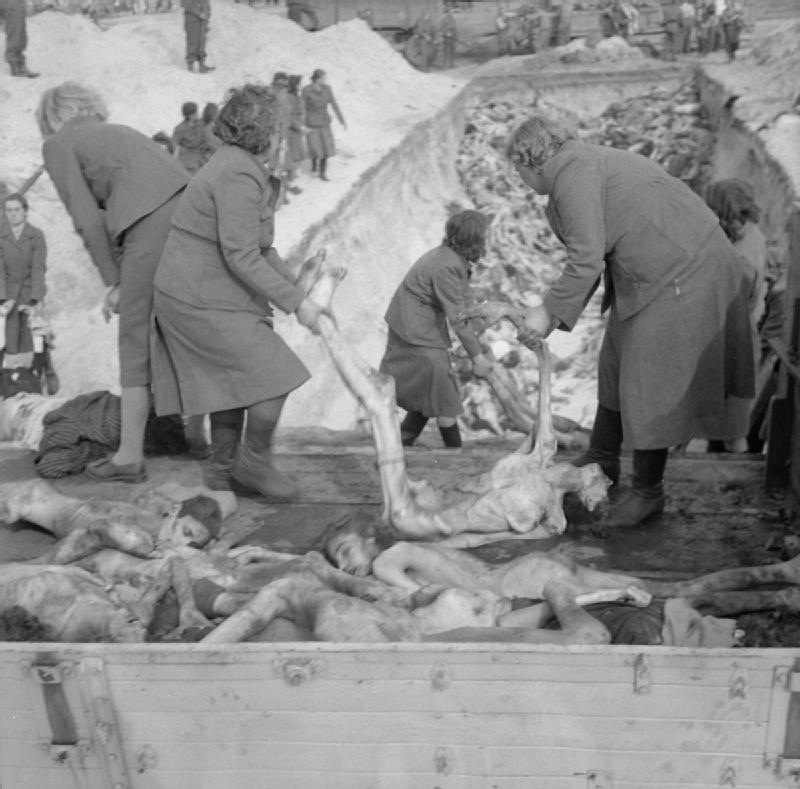
Gardiene SS descarcă cadavrele prizonierilor din camioane și să le transportă la o groapă comună, în interiorul lagărului german de concentrare Bergen-Belsen, 1945

Guvernul german condus de Adolf Hitler și de Partidul Nazist a fost responsabil pentru Holocaust, uciderea a aproximativ 6 milioane de evrei, precum și a 2,7 milioane de etnici polonezi⁠(d), și a 4 milioane de oameni care erau considerați „nedemni de viață⁠(d)” (inclusiv persoane cu handicap și bolnavi mintal, prizonieri de război sovietici⁠(d), homosexuali, masoni, martori ai lui Iehova, si romi) ca parte dintr-un program deliberat de exterminare. Aproximativ 12 milioane de oameni, dintre care majoritatea erau est-europeni, au fost folosiți în economia de război germană ca sclavi⁠(d).
În plus față de lagărele de concentrare naziste, gulagurile (lagărele de muncă) sovietice a dus la moartea multor cetățeni din țările ocupate, cum ar fi Polonia, Lituania, Letonia, și Estonia, precum și a prizonierilor de război germani și chiar a unor cetățeni sovietici care erau suspectați a fi susținători ai naziștilor. Șaizeci la sută dintre prizonierii de război sovietici luați de germani⁠(d) au murit în timpul războiului. Richard Overy⁠(d) dă un număr de 5,7 milioane de prizonieri sovietici. Din aceștia, 57% au murit sau au fost uciși, un total de 3,6 milioane. Foștii prizonieri de război și civili repatriați sovietici au fost tratați cu mare suspiciune ca potențiali colaboratori ai naziștilor, iar unii dintre ei au fost trimiși în Gulag după ce au fost verificați de către NKVD.

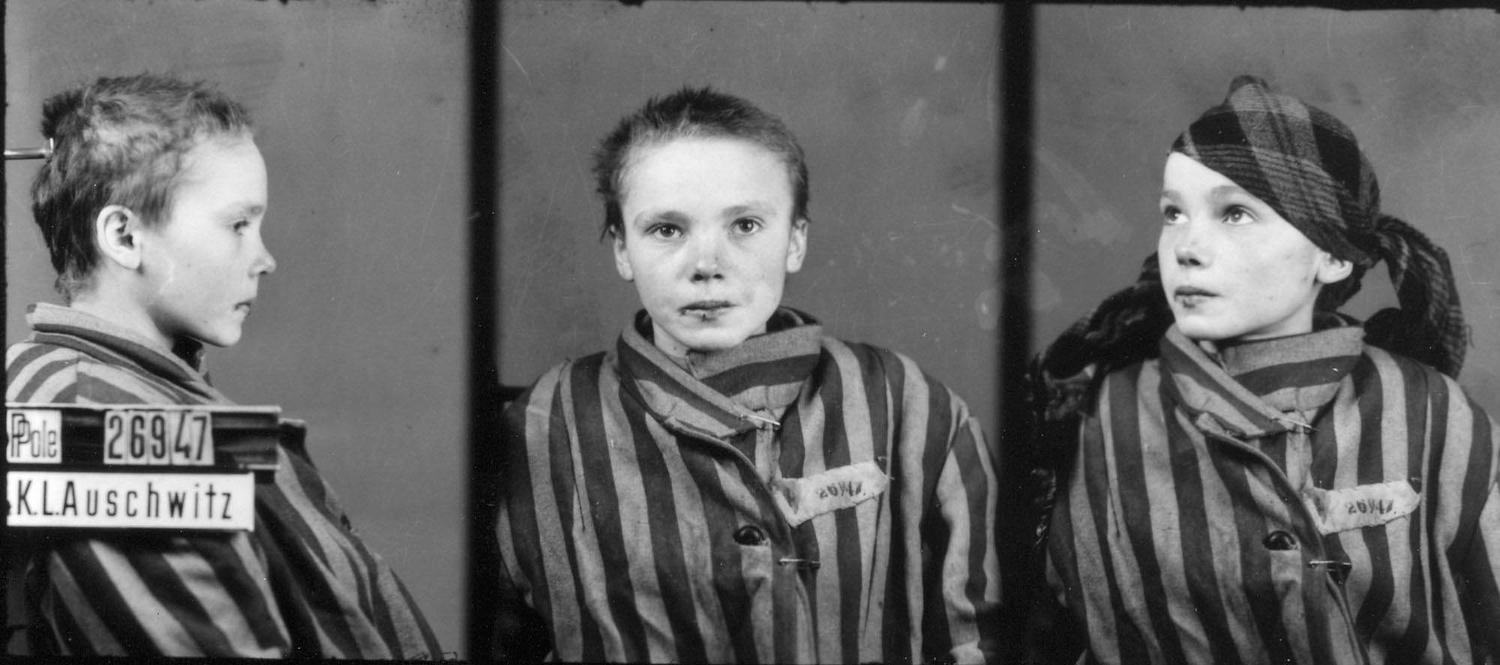
Fotografie de identificare făcută de SS-ul german unei la Auschwitz, decembrie 1942

Lagărele de prizonieri de război japoneze, dintre care multe au fost folosite ca lagăre de muncă forțată, aveau și ele o rată ridicată a mortalității. Tribunalul Militar Internațional pentru Extremul Orient a găsit rata de decese a prizonierilor occidentali la 27,1% (pentru prizonierii de război americani, 37%), de șapte ori mai mare ca a celor căzuți prizonieri la germani și italieni. În timp ce 37.583 prizonieri din Regatul Unit, 28.500 din Țările de Jos, și 14.473 din Statele Unite ale Americii au fost eliberați după capitularea Japoniei, numărul chinezilor eliberați a fost de doar 56.
Potrivit istoricului Zhifen Ju, cel puțin cinci milioane de civili chinezi din China de Nord și Manchukuo au fost înrobiți între 1935 și 1941 de către Consiliul de Dezvoltare a Asiei de Est⁠(d), sau Kōain, pentru a lucra în mine și în industria de război. După 1942, numărul ajunsese la 10 milioane. Biblioteca Congresului SUA estimează că în Java, între 4 și 10 milioane de Romusha⁠(d) (din japoneză: „muncitori necalificați”), au fost puși la muncă de armata japoneză. Aproximativ 270.000 din acești muncitori din Java au fost trimiși în alte teritorii ocupate de japonezi în Asia de Sud-Est, și numai 52.000 au mai fost repatriați în Java.
La 19 februarie 1942, Roosevelt a semnat Ordinul Executiv 9066⁠(d), prin care aproximativ 100.000 de japonezi care trăiau pe Coasta de Vest erau internați. Canada a avut un program similar. În plus, 14.000 de cetățeni germani și italieni, care au fost evaluați ca reprezentând riscuri de securitate au fost și ei internați.
În conformitate cu acordul aliat de la Conferința de la Ialta, milioane de prizonieri de război și civili au fost folosiți ca muncă forțată de către Uniunea Sovietică⁠(d). În cazul Ungariei, cetățeni maghiari au fost forțați să muncească pentru Uniunea Sovietică până în 1955.

### Ocupațiile

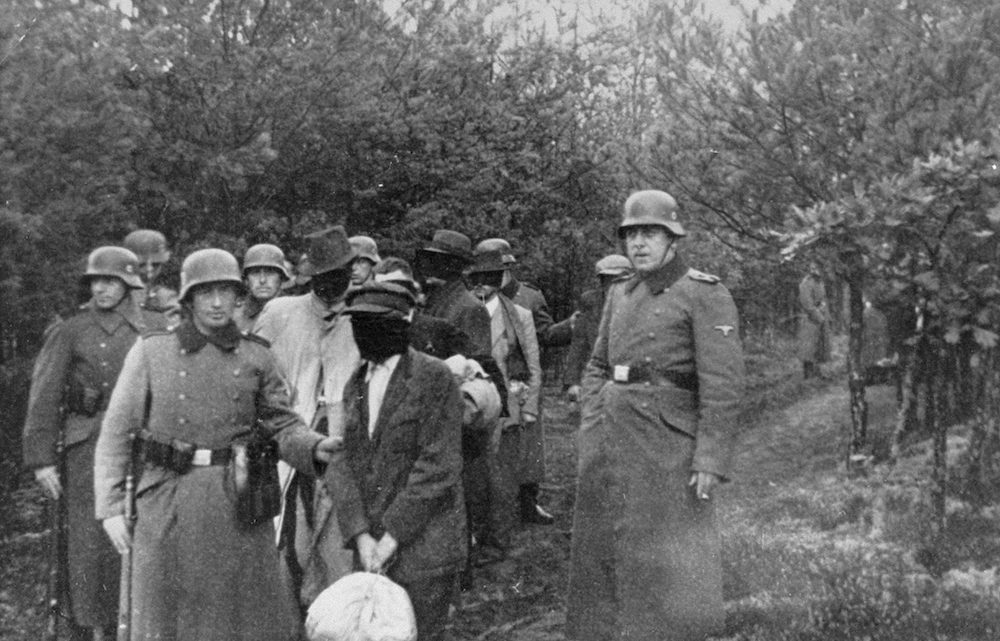
Civili polonezi legați la ochi fotografiați chiar înainte de a fi executați de către soldații germani în, 1940

În Europa, ocupația a venit sub două forme. În Europa de Vest, Nord și Centrală (Franța, Norvegia, Danemarca, Țările de Jos, și teritoriile anexate din Cehoslovacia), Germania a hotărât politici economice prin care erau colectate aproximativ 69,5 miliarde reichmarks (27,8 miliarde dolari SUA) până la sfârșitul războiului, cifră ce nu include considerabilul jaf⁠(d) al produselor industriale, echipamentelor militare, materiilor prime și altor bunuri. Astfel, veniturile provenite de la națiunile ocupate a fost de peste 40% din venitul colectat de Germania din impozite, cifră care a crescut la aproape 40% din venitul total mai spre sfârșitul războiului.

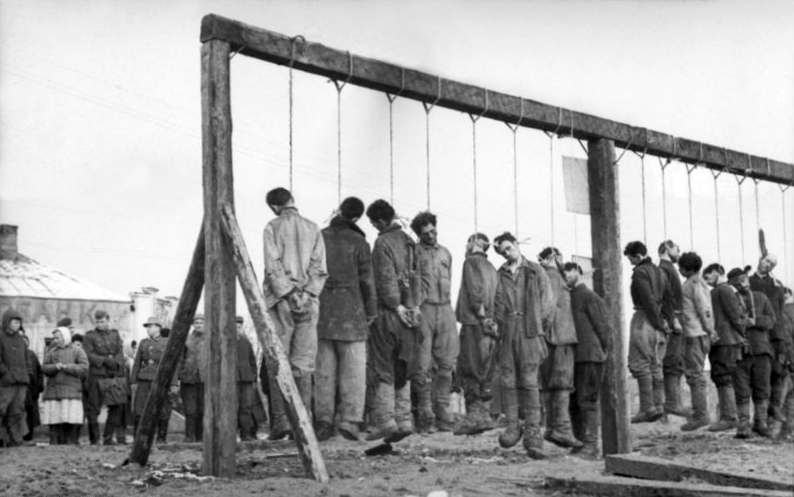
Academia rusă de Științe raporta în 1995 numărul victimelor civile din URSS din cauza germanilor ca totalizând 13,7 milioane de morți, adică 20% din cei 68 de milioane de oameni ce trăiau în URSS

În est, mult sperata răsplată a Lebensraumului nu a fost niciodată obținută din cauza frontului fluctuant și a politicilor pământului pârjolit practicate de sovietici, care i-au privat pe invadatorii germani de resurse. Spre deosebire de Occident, politica rasială nazistă a încurajat brutalități extreme împotriva a ceea ce era considerat a fi „oameni inferiori” de origine slavă; cele mai multe înaintări germane au fost, astfel, urmate de execuții în masă. Deși s-au format grupuri de rezistență în majoritatea teritoriilor ocupate, ele nu au împiedicat în mod semnificativ operațiunile germane nici în est și nici în vest până la sfârșitul anului 1943.
În Asia, Japonia declara națiunile aflate sub ocupație ca fiind parte din Sfera de Co-Prosperitate Asia Răsăriteană Mare⁠(d), în esență, o hegemonie japoneză, al cărui scop era, chipurile, eliberarea popoarelor colonizate. Deși forțele japoneze au fost inițial salutate ca eliberatori de sub dominația europeană în unele teritorii, brutalitatea excesivă a transformat opinia publică locală împotriva lor în câteva săptămâni. În timpul cuceririi inițiale, Japonia a capturat 4.000.000 barili (640.000 m3) de petrol (~5.5×105 tone) lăsate în urmă de retragerea forțelor Aliaților, și, până în 1943, a reușit să obțină în Indiile Olandeze de Est o producție de până la 50 de milioane de barili (~6.8×105 t), 76% față de producția din 1940.

### Frontul intern și producția

Raportul între PIB-ul Aliaților și cel al Axei

În Europa, înainte de izbucnirea războiului, Aliații aveau avantaje semnificative atât demografice, cât și economice. În 1938, Aliații Occidentali (Regatul Unit, Franța, Polonia și Dominioanele Britanice) aveau o populație cu 30% mai mare și un produs intern brut cu 30% mai mare decât țările europene ale Axei (Germania și Italia); dacă se includ și coloniile, atunci Aliații au un avantaj de 5:1 ca populație și de aproape 2:1 ca PIB. În Asia, în același timp, China avea de aproximativ șase ori mai mulți locuitori ca Japonia, dar un PIB cu numai 89% mai mare; dacă se includ și coloniile japoneze, acesta se reduce la triplul populației și un PIB cu doar 38% mai mare.
Deși avantajele economice și demografice ale  Aliaților au fost diluate în mare măsură în timpul atacurilor inițiale rapide blitzkrieg ale Germaniei și Japoniei, ele au devenit un factor decisiv în 1942, după ce Statele Unite și Uniunea Sovietică s-au alăturat Aliaților, iar războiul a devenit unul de uzură. În timp ce capacitatea Aliaților de a produce mai mult decât Axa este adesea atribuită accesului mai favorabil al acestora la resurse naturale, au contribuit și alți factori, cum ar fi reticența  Germaniei și Japoniei de a angaja femei în forța de muncă⁠(d), bombardamentele strategice ale Aliaților, și trecerea târzie a Germaniei la o economie de război.. În plus, nici Germania, și nici Japonia nu au planificat să lupte un război prelungit, și nu au fost echipate să facă acest lucru. Pentru a-și îmbunătăți producția, Germania și Japonia au folosit milioane de sclavi; Germania a folosit⁠(d) aproximativ 12 milioane de oameni, majoritatea din Europa de Est, în timp ce Japonia a folosit⁠(d) peste 18 de milioane de oameni din Asia de Sud-Est.

### Progresele în tehnologie și tehnica de război

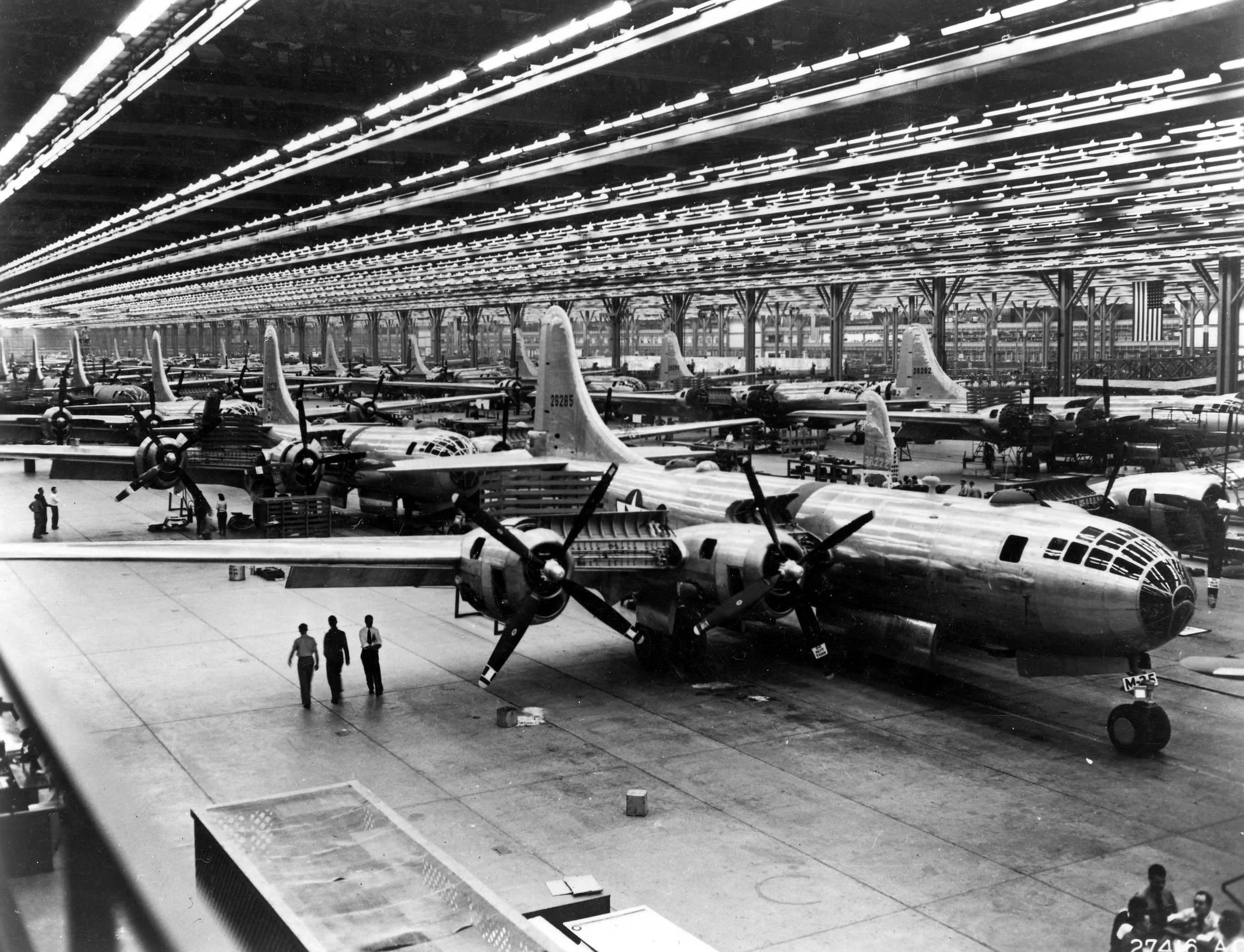
Bombardiere strategice B-29 Superfortress pe linia de asamblare Boeing din Wichita, Kansas, 1944

Aeronavele au fost folosite pentru recunoaștere, ca avioane de vânătoare, ca bombardiere, și pentru susținerea operațiunilor de la sol, fiecare rol fiind considerabil dezvoltat. Printre inovații s-au numărat podul aerian⁠(d) (capacitatea de a efectua rapid transporturi prioritare de provizii, echipamente și personal); și bombardamentele strategice⁠(d) (bombardarea centrelor industriale și demografice ale inamicului pentru a-i distruge capacitatea de a duce războiul). Armamentul antiaerian⁠(d) a progresat și el, inclusiv capacitatea de apărare, cum ar fi radarul și artileria sol-aer, cum ar fi tunul german antiaerian de 88 mm. S-a pionierat utilizarea de avioane cu reacție și, deși a fost introdusă cu întârziere și a avut un impact direct redus, a făcut ca avioanele cu reacție să devină standardul forțelor aeriene în întreaga lume.
S-au făcut progrese în aproape fiecare aspect al războiului naval, mai ales cu portavioane și submarine. Deși războiul aeronautic a avut un succes relativ redus la începutul războiului, acțiunile de la Taranto⁠(d), Pearl Harbor, și din Marea de Corali au făcut din portavion tipul dominant de navă în locul navei de război.
În Atlantic, portavioanele de escortă⁠(d) s-au dovedit a fi o parte vitală a convoaielor Aliaților, crescând raza de protecție efectivă și ajutând la închiderea golului din mijlocul Atlanticului⁠(d). Portavioanele erau și mai economice decât navele de luptă din cauza costului relativ scăzut al aeronavelor și a faptului că nu era nevoie să fie la fel de puternic blindate. Importanța submarinelor, care s-au dovedit a fi o armă eficientă în timpul Primului Război Mondial, au fost anticipată de toate părțile pentru cel de-al Doilea. Britanicii și-au concentrat dezvoltarea pe tactici și arme antisubmarin⁠(d), cum ar fi sonarul și convoaiele, în timp ce Germania s-a concentrat pe îmbunătățirea capacității ofensive, cu proiecte cum ar fi submarinul de tip VII și tacticile haitei de lupi. Treptat, îmbunătățirea tehnologiilor Aliaților, cum ar fi farurile Leigh⁠(d), ariciul⁠(d), squid⁠(d), și torpilele de localizare⁠(d) s-au dovedit victorioase.

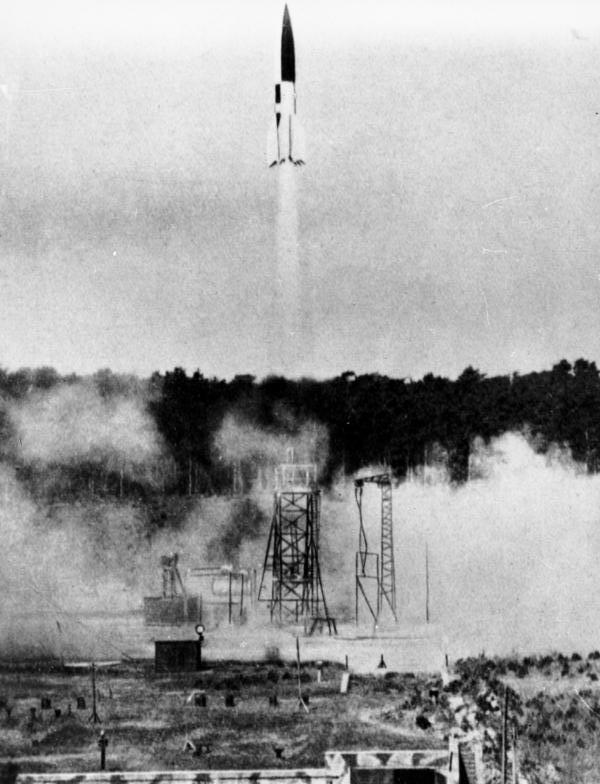
O rachetă V-2 lansată de pe punct fix în Peenemünde, 1943

Războiul terestru s-a transformat de la fronturile statice ale Primului Război Mondial la o mobilitate crescută și arme combinate⁠(d). Tancul, care a fost utilizat în principal pentru sprijinul infanteriei în Primul Război Mondial, a evoluat într-o armă primară. La sfârșitul anilor 1930, designul tancurilor era mult mai avansat decât a fost în timpul Primului Război Mondial, și progresele au continuat de-a lungul războiului cu creșteri ale vitezei, blindajului și puterii de foc.
La începutul războiului, cei mai mulți comandanți credeau că tancurile inamice ar trebui să fie întâmpinate cu tancuri cu specificații superioare. Această idee a fost contestată de performanța slabă tunurilor relativ ușoare de pe tancuri împotriva blindajelor, și de doctrina germană de evitare a luptelor tanc contra tanc. Acest lucru, împreună cu utilizarea armelor combinate de către Germania, au fost printre elementele-cheie ale succesului tacticii blitzkrieg în Polonia și Franța. S-au utilizat multe mijloace de distrugere a tancurilor⁠(d), inclusiv artileria indirectă, tunurile anti-tanc (atât tractate cât și autopropulsate), minele,  armele antitanc de infanterie cu rază scurtă de acțiune, și alte tancuri. Chiar și mecanizarea pe scară largă, infanteria a rămas coloana vertebrală a tuturor forțelor și, de-a lungul războiului, majoritatea infanteriștilor au fost echipați similar cu cei din Primul Război Mondial.

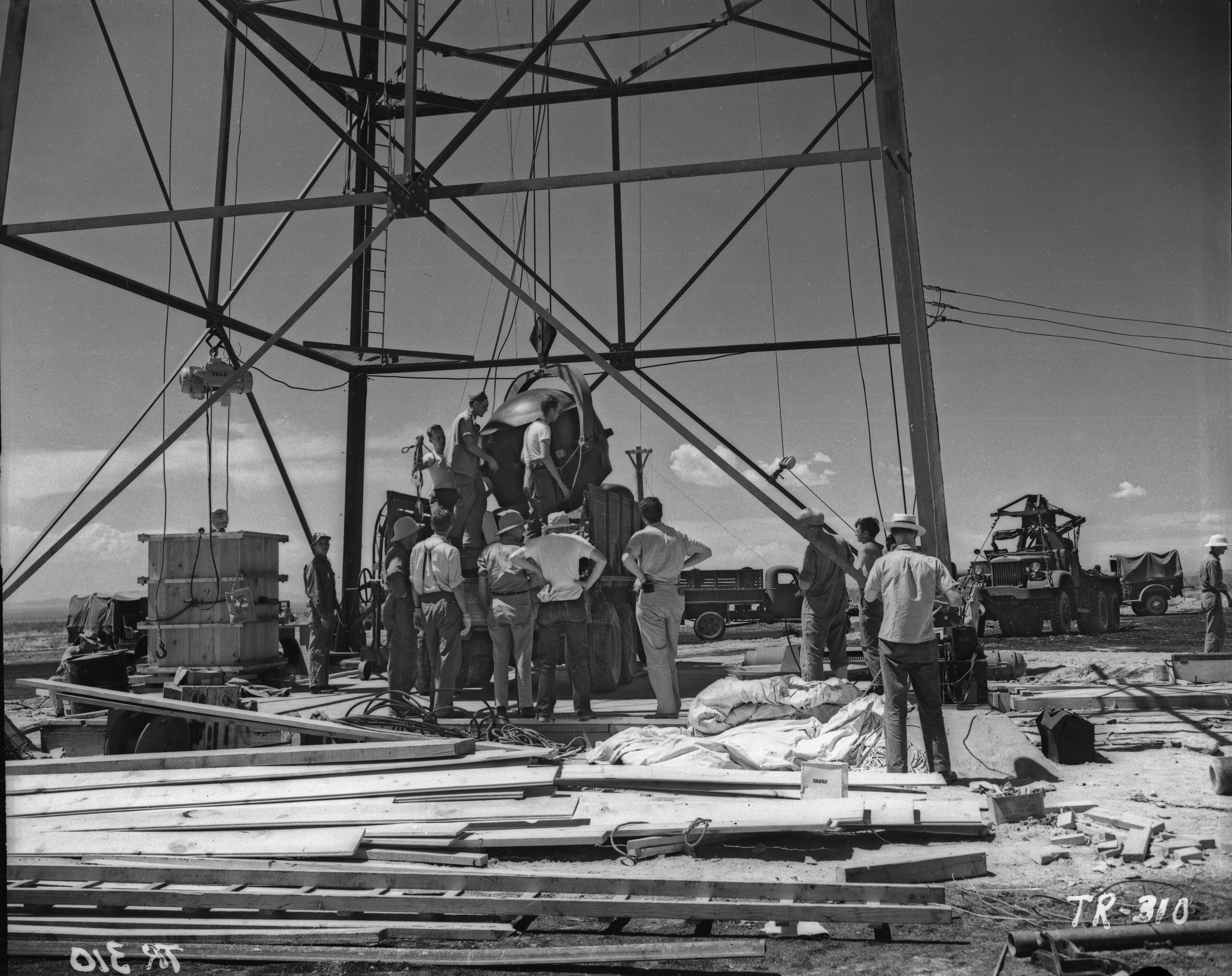
Gadget nuclear ridicat în partea superioară a „turnului de tragere” pentru detonare, la ; testul nuclear Trinity, iulie 1945

Mitralierele portabile s-au răspândit, un exemplu notabil fiind MG34 german, și diversele pistoale-mitralieră, adaptate pentru lupta de aproape⁠(d), în junglă și în mediul urban. Pușca de asalt, o apariție a sfârșitului războiului, care încorporează multe caracteristici ale puștii și pistoalelor-mitralieră, a devenit arma de infanterie standard post-belică pentru majoritatea forțelor armate.
Majoritatea beligeranților importanți au încercat să rezolve problemele de complexitate și de securitate implicate în utilizarea de liste de coduri⁠(d) pentru criptografie prin proiectarea de mașini de cifrare⁠(d), cea mai cunoscută fiind mașina germană Enigma. Dezvoltarea sigint⁠(d) (signals intelligence) și a criptanalizei a permis dezvoltarea contracarării procesului de decriptare. Exemple notabile au fost decriptarea de către Aliați a codurilor navale japoneze⁠(d) și metoda britanică Ultra⁠(d), o tehnică inovatoare de decodare a mașinilor Enigma care a profitat de informațiile oferite Regatului Unit de către Biroul Polonez de Cifruri⁠(d), care decodase primele versiuni ale mașinii Enigma înainte de război. Un alt aspect al informațiilor militare a fost dezinformarea, pe care Aliații au folosit-o cu succes, de exemplu în operațiunile Mincemeat și Bodyguard⁠(d). Printre alte provocări tehnologice și inginerești din timpul războiului sau apărute ca urmare a lui se numără primele calculatoare programabile (Z3, Colos, și ENIAC), rachetele ghidate și rachetele moderne, dezvoltarea de către Proiectul Manhattan a armelor nucleare, cercetarea operațională⁠(d) și dezvoltarea de porturi artificiale și conducte de petrol de sub Canalul Mânecii⁠(d).